# Procès de l'ordre du Temple

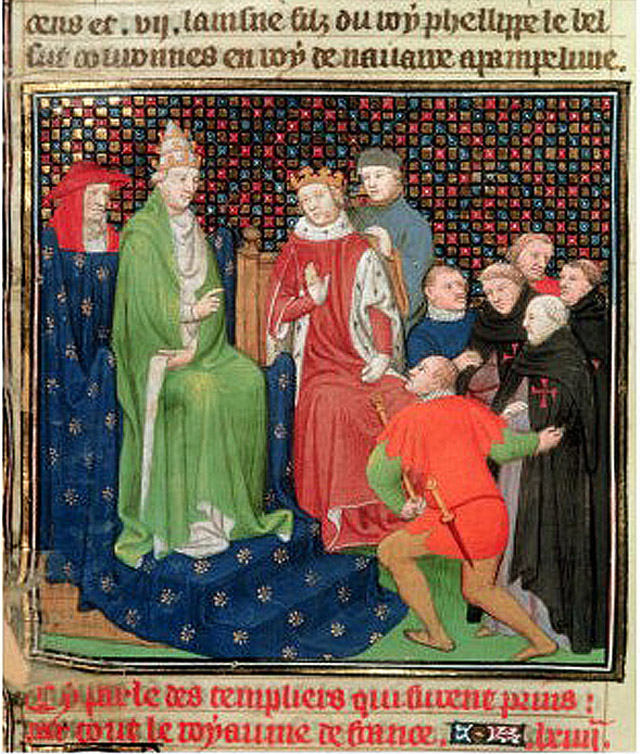
Clément V et Philippe IV le Bel face aux Templiers, Maître de Boucicaut, XVe siècle.

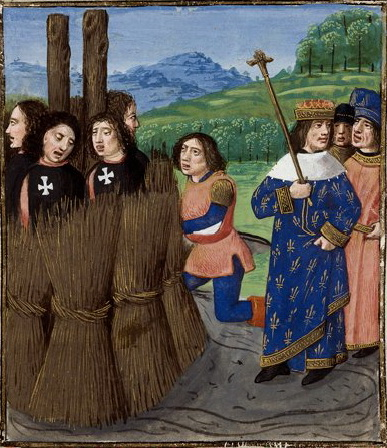
Templiers sur le bûcher en présence de Philippe IV le Bel, XVe siècle.

Le procès de l'ordre du Temple est une affaire judiciaire internationale du XIVe siècle. L'ordre du Temple est accusé en 1307, par la royauté française de plusieurs chefs d'accusation comprenant l'hérésie, la simonie, la sodomie et l'idolâtrie. Cette affaire prend une ampleur particulière car elle met en cause un ordre militaire composé de religieux et également parce qu'elle est une des conséquences de la lutte entre le roi de France Philippe le Bel et le pape Boniface VIII. L'affaire débute au matin du vendredi 13 octobre 1307, et se termine avec la bulle papale Considerantes dudum fulminée par Clément V le 6 mai 1312 et la mort du maître de l'ordre Jacques de Molay sur le bûcher le 11 ou 18 mars 1314. Les biens de l'ordre sont dispersés dans les années qui suivent, notamment le 10 juin 1317 lorsque le pape Jean XXII reconnaît par la bulle papale Ad fructus uberes l'existence de l'ordre de Montesa dans le royaume d'Aragon, ainsi que le 14 mars 1319 en ce qui concerne l'ordre du Christ dans le royaume du Portugal.

## Les protagonistes

### L'ordre du Temple
L'ordre du Temple est créé le 13 janvier 1129 à l'occasion du concile de Troyes, à partir d'une milice appelée les "Pauvres Chevaliers du Christ et du Temple de Salomon". La bulle pontificale Omne datum optimum  est fulminée le 29 mars 1139 par le pape Innocent II. Elle officialise l'ordre du Temple et reconnaît sa règle, accorde à ses membres tout butin conquis sur les Sarrasins en Terre sainte et les place, l'ordre et ses maisons, sous la protection directe du Saint-Siège.
L'ordre œuvre pendant les XIIe et XIIIe siècles à l'accompagnement et à la protection des pèlerins pour Jérusalem dans le contexte de la guerre sainte et des croisades. Il participe activement aux batailles qui ont lieu lors des croisades et de la Reconquête. Le Temple apporte aussi un financement aux seigneurs qui projettent de partir en croisade, prenant en garantie leur domaine immobilier sous forme d'un acte de vente sous promesse de rachat avec plus-value, appelé à cette époque mortgage. Afin de mener à bien ses missions et notamment d'en assurer le financement, l'Ordre constitue à travers l'Europe chrétienne d'Occident et à partir de dons fonciers, un réseau de monastères appelés commanderies. Ce réseau international lui permet d'être précurseur dans l'utilisation des billets payés de place en place, ou escompte des traites, c'est-à-dire de payer à une personne en Orient, une somme remise en Occident, ou inversement, sans avoir à effectuer le transport spécial de l'argent remis. Le Temple devient ainsi le réseau de transport de fonds le plus sûr et le plus rapide de l'Occident. Cette activité soutenue fait de l'ordre un interlocuteur financier privilégié des puissances de l'époque, le menant même à effectuer des transactions sans but lucratif avec certains rois ou à avoir la garde de trésors royaux.
Les principaux protagonistes sont :
- Jacques de Molay, 23e et dernier maître de l'ordre du Temple ;
- Hugues de Pairaud, maître de province de l'ordre du Temple en France ;
- Geoffroy de Charnay, précepteur de l'ordre du Temple pour la Normandie ;
- Renaud de Provins, commandeur d'Orléans ;
- Pierre de Bologne, procureur de l'ordre en cour de Rome.

### Le royaume de France
Le royaume de France est, au début du XIVe siècle, dirigé par la dynastie des Capétiens. Sous le règne de Philippe IV le Bel, le royaume de France atteint l'apogée de sa puissance médiévale. Il est, avec plus de treize millions d'habitants, l'État le plus peuplé de la Chrétienté. Le pouvoir royal accomplit de nombreux progrès, les traditions féodales étant abandonnées pour mettre en place une administration moderne, sous l'impulsion des légistes royaux.
Les principaux protagonistes sont :
- Philippe IV le Bel, roi de France ;
- Guillaume de Nogaret, conseiller du roi et son garde du Sceau ;
- Guillaume de Plaisians, conseiller du roi ;
- Guillaume Humbert, grand inquisiteur de France et confesseur du roi ;
- Enguerrand de Marigny, chambellan et ministre du roi.

### La papauté
L'histoire de la papauté est inséparable de l'évolution doctrinale de la christologie et de la baisse de puissance des empereurs romains d'Orient. Le pape cherche à affermir son pouvoir spirituel et temporel et à passer du statut de simple évêque de Rome à celui de souverain. Pendant le Moyen Âge, le pape doit affirmer son pouvoir face à l'empereur du Saint-Empire romain germanique (voir la lutte du sacerdoce et de l'Empire) et à la croissance des royautés.
La mort de Frédéric II consacre la victoire de la papauté. Innocent IV, désireux d’en finir avec les Hohenstaufen, excommunie le fils de Frédéric II, Conrad IV, et prêche la croisade contre lui. Les deux hommes meurent en 1254. Après la mort de Conrad IV, l’Empire reste sans souverain jusqu’en 1273. C’est le grand interrègne. Mais la papauté ne jouit pas longtemps de sa victoire. Elle doit faire face au pouvoir montant des monarchies nationales et est à son tour abaissée par le roi de France, Philippe le Bel, après l’attentat d'Anagni en 1303.
Les principaux protagonistes sont :
- Clément V, pape ;
- Bérenger Frédol, cardinal et grand pénitencier ;
- Étienne de Suisy, cardinal.

## Contexte du procès

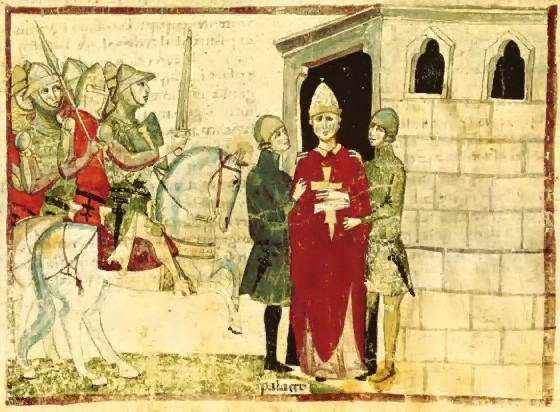
L'arrestation de Boniface VIII lors de l'attentat d'Anagni, XIVe siècle.

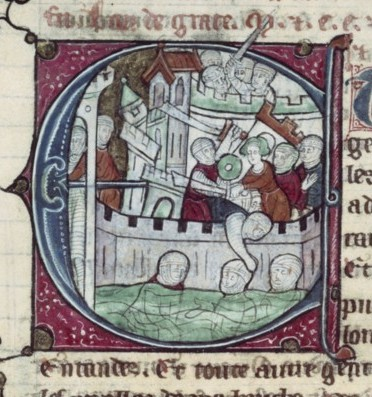
Siège de Saint-Jean-d'Acre en 1291, XIVe siècle.

### Contexte politique
Une querelle oppose le roi de France Philippe IV le Bel au pape Boniface VIII, ce dernier ayant affirmé la supériorité du pouvoir pontifical sur le pouvoir temporel des rois, en publiant une bulle pontificale en 1302, Unam Sanctam. La réponse du roi de France arrive sous la forme d'une demande de concile aux fins de destituer le pape, lequel excommunie en retour Philippe le Bel et toute sa famille par la bulle Super patri solio. Boniface VIII meurt le 11 octobre 1303, peu après l'attentat d'Anagni. Son successeur, Benoît XI, a un pontificat très bref puisqu'il meurt à son tour le 7 juillet 1304. Clément V est élu pour lui succéder le 5 juin 1305.

### Contexte militaire
Le 28 mai 1291, les croisés perdent Acre à l'issue d'un siège sanglant. Les chrétiens sont alors obligés de quitter la Terre sainte et les ordres religieux tels que les Templiers ainsi que les Hospitaliers n'échappent pas à cet exode. La maîtrise de l'ordre du Temple est déplacée à Chypre. Or, une fois expulsé de Terre sainte, avec la quasi-impossibilité de la reconquérir, la question de l'utilité de l'ordre du Temple se pose car il a été créé à l'origine pour défendre les pèlerins allant à Jérusalem sur le tombeau du Christ. D'ailleurs, dès 1274 au deuxième concile de Lyon, ils durent produire un mémoire pour justifier leur existence.
Il faut également considérer que, à la suite du retrait des troupes de terre sainte, les Templiers représentent une force militaire d'importance et entièrement dévouée au pape, équivalente à quinze mille hommes dont mille cinq cents chevaliers entraînés au combat.

### Contexte social et économique
Le royaume de France fait face à des difficultés financières. Afin d'y remédier, Philippe IV le Bel dévalue la monnaie, augmente les taxes et impôts, allant même jusqu'à spolier les biens des marchands lombards et des juifs. Dans le même ordre d'idées, les Templiers possèdent d'importantes richesses, augmentées par les redevances (droits d'octroi, de péage, de douane, banalités, etc.) et les bénéfices issus du travail de leurs commanderies (bétail, agriculture…).
Le climat social est également tendu. Le 30 décembre 1306, une révolte a lieu à Paris contre la hausse des loyers. Le roi est assiégé dans la Maison du Temple et la maison d'Étienne Barbette, prévôt des marchands de Paris auquel on attribue la responsabilité des altérations de l'argent, est incendiée. À la suite des troubles, une ordonnance royale abolit provisoirement les confréries professionnelles. Finalement, vingt-huit meneurs de la révolte seront pendus le 5 janvier 1307.

## La procédure

### L'arrestation

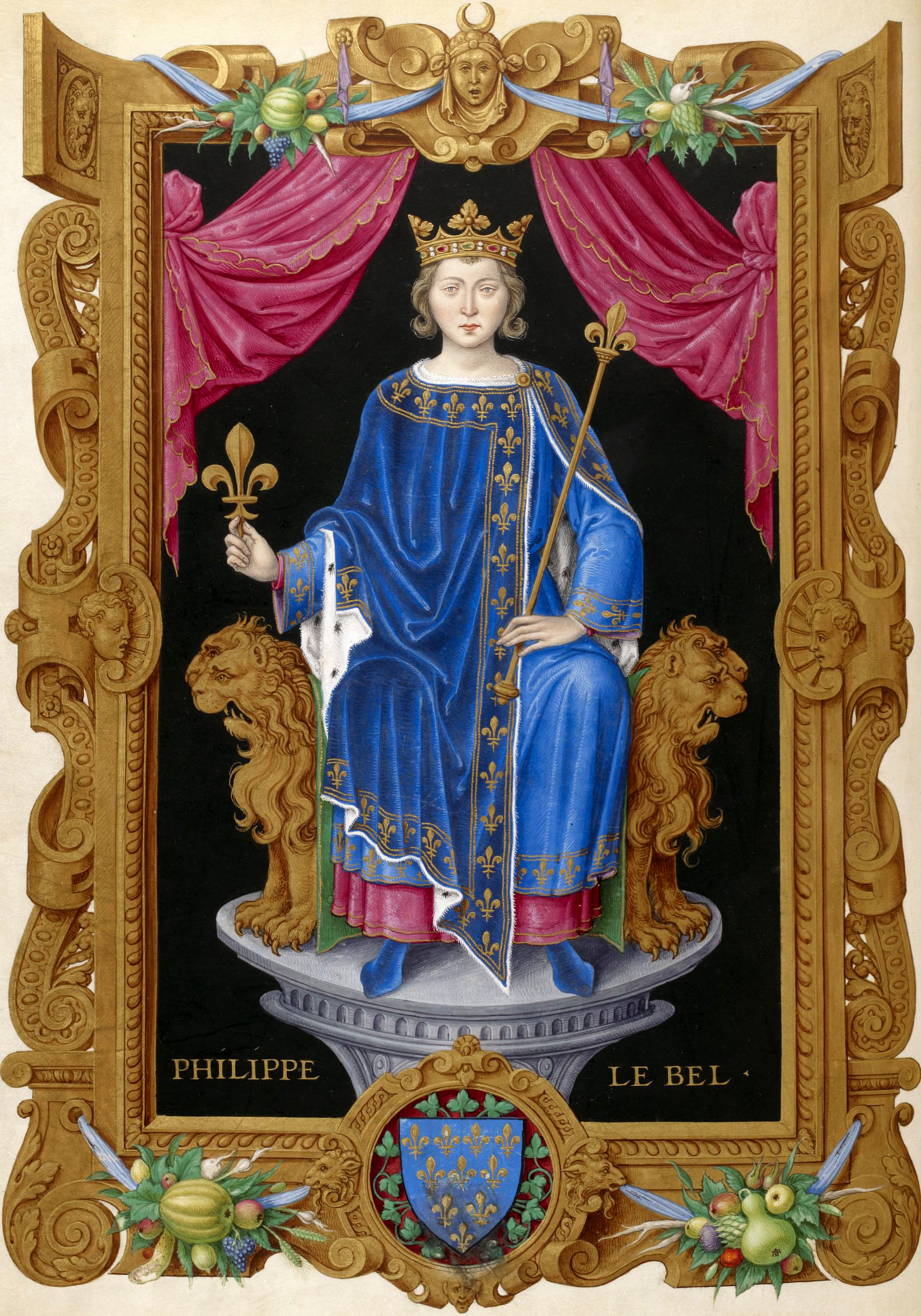
Philippe IV le Bel d'après le Recueil des rois de France de Jean du Tillet, vers 1550 (BnF)

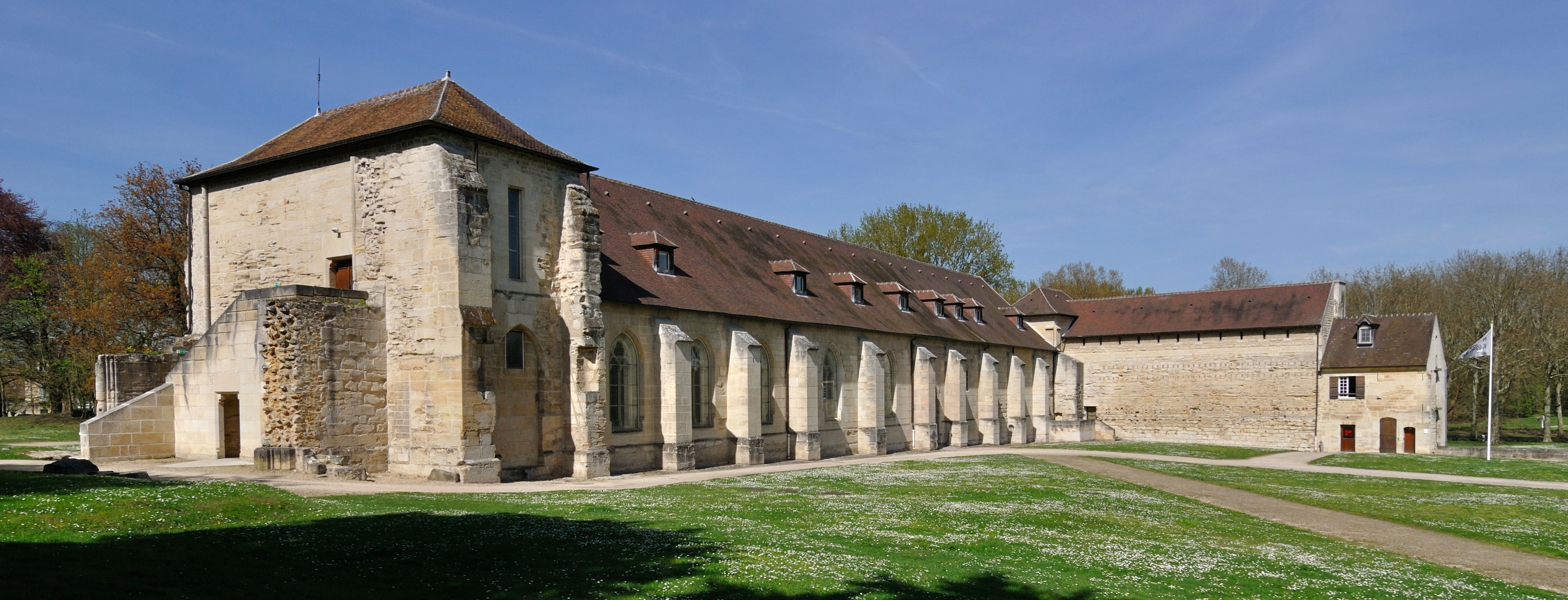
L'abbaye de Maubuisson (anciennement appelée Notre-Dame-la-Royale), où Philippe le Bel a préparé l'arrestation des Templiers.

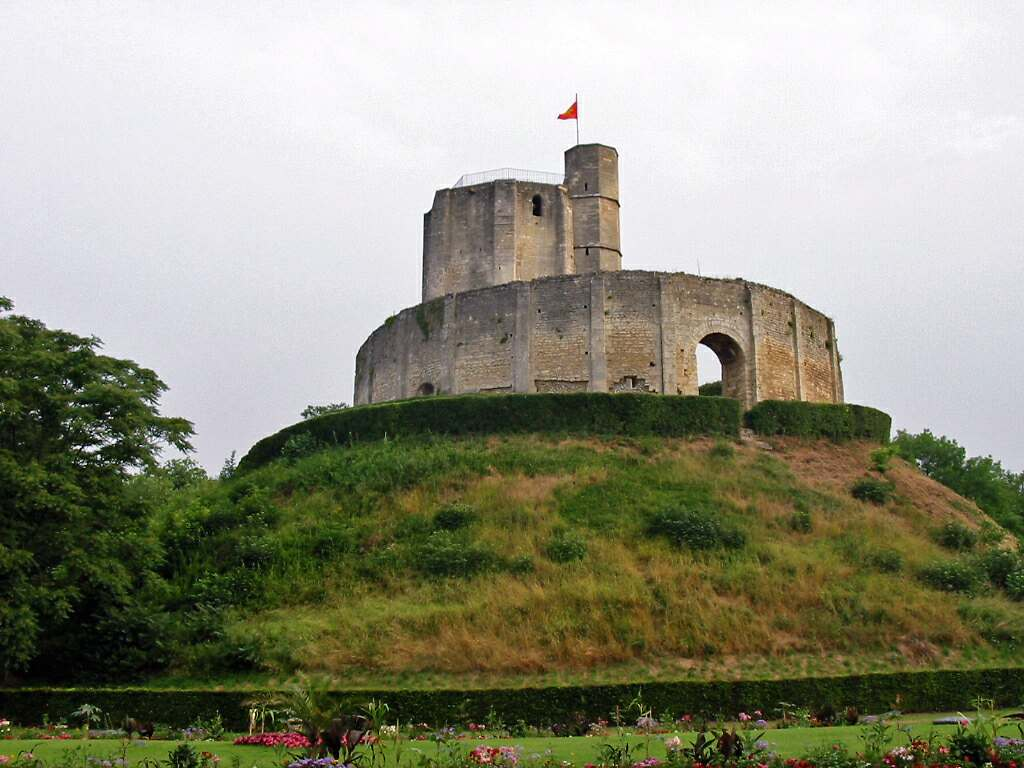
Le donjon du château de Gisors, où furent emprisonnés les dignitaires de l'Ordre, dont Jacques de Molay.

L'idée de détruire l'ordre du Temple est déjà présente dans l'esprit du roi Philippe IV le Bel, mais ce dernier manque de preuves et d'aveux afin d'entamer une procédure. C'est chose faite grâce à un atout majeur déniché par Guillaume de Nogaret en la personne d'un ancien templier renégat : Esquieu de Floyran. Selon la thèse officielle, Esquieu de Floyran, prieur de Montfaucon, était emprisonné pour meurtre et partageait sa cellule avec un templier condamné à mort qui se confessa à lui, lui avouant le reniement du Christ, les pratiques obscènes des rites d'entrée dans l'ordre et la sodomie. Esquieu de Floyran n’ayant pas réussi à vendre ses rumeurs à Jacques II d'Aragon, y parvient en 1305 auprès du roi de France. Guillaume de Nogaret paye par la suite Esquieu de Floyran afin de diffuser au sein de la population les idées de « reniement du Christ et crachat sur la croix, relations charnelles entre frères, baisers obscènes exercés par les chevaliers du Temple ». 
En même temps, Jacques de Molay, au courant de ces rumeurs, demande une enquête pontificale à Clément V. Ce dernier la lui accorde le 24 août 1307. Philippe le Bel, pressé, n'attend pas les résultats de l'enquête et prépare l'arrestation à l’abbaye Notre-Dame-La-Royale, près de Pontoise. L'ordre d'arrestation est émis le 14 septembre, jour de la fête de l’exaltation de la Sainte-Croix. Par le mandement du 14 septembre 1307, les sénéchaux et baillis, reçoivent ordre de procéder à la saisie de tous les biens mobiliers et immobiliers des templiers ainsi qu'à leur arrestation massive en France au cours d'une même journée, le vendredi 13 octobre 1307. L'ordre est également donné de ne rien divulguer de cette opération avant le jour prévu. Le but est clair, il s'agit de profiter du fait que les templiers sont disséminés sur tout le territoire et ainsi d'éviter que ces derniers, alarmés par l'arrestation de certains de leurs frères, ne se regroupent et ne deviennent alors difficiles à arrêter.
L'ordre d'arrestation précise les charges qui pèsent contre l'ordre. Le roi y écrit ne pas y avoir cru dans un premier temps, mais que la profusion des témoignages l'obligeait à enquêter :

« Une chose amère, une chose lamentable, une chose assurément horrible à penser, terrible à entendre, un crime détestable, un forfait exécrable, un acte abominable, une infamie détestable, une chose tout à fait inhumaine, bien plus, étrangère à toute humanité, a, grâce au rapport de plusieurs personnes dignes de foi, retenti à nos oreilles. […] Les frères de l'ordre de la chevalerie du Temple, cachant le loup sous l'apparence de l'agneau et, sous l'habit de l'ordre, insultant misérablement la religion de notre foi, ils s'obligent, par le vœu de leur profession et sans crainte d'offenser la loi humaine, à se livrer l'un à l'autre, sans refuser, dès qu'ils en seront requis. […] Attendu que la vérité ne peut être pleinement découverte autrement, qu'un soupçon véhément s'est étendu à tous, […] nous avons décidé que tous les membres dudit ordre de notre royaume seraient arrêtés, sans exception aucune, retenus prisonniers et réservés au jugement de l'Église, et que tous leurs biens, meubles et immeubles seraient saisis, mis sous notre main et fidèlement conservés. »

Il faut ajouter également que cette arrestation est prise en violation du droit canonique, car les templiers n'ont pour seule autorité que le pape. Philippe le Bel obtient l'aval de Guillaume Humbert, son confesseur et grand inquisiteur de France. Celui-ci n'a pas l'accord du pape, mais le roi espère bien que cet appui suffira. Le pape est donc entièrement tenu à l'écart de la décision d'arrêter les templiers, ce qui constitue une violation de ses prérogatives, contre lesquelles d'ailleurs la royauté française mène une importante lutte depuis le début du règne de Philippe le Bel. Ceci n'empêchera pas le roi de France par la suite de prétendre avoir eu l'accord du pape au préalable, ce que Clément V niera ensuite dans une lettre de protestation écrite au roi à la fin octobre.
La veille de l'arrestation, le 12 octobre 1307, Jacques de Molay assiste, à une place d'honneur, aux funérailles de Catherine de Courtenay, épouse de Charles de Valois, le propre frère du roi. S'il a été mis au courant du projet, il n'en a rien montré, car il estime sans doute que la fuite n'arrangerait pas les problèmes de l'ordre, surtout au moment où lui-même avait réclamé une enquête auprès du pape. C'est ainsi qu'aucune mesure n'est prise par l'ordre pour éviter l'arrestation. Les admissions dans l'ordre n'ont d'ailleurs pas cessé au cours du mois précédent.
Au matin du 13 octobre 1307, Guillaume de Nogaret et des hommes d'armes pénètrent dans l'enceinte du Temple de Paris où réside le maître de l'Ordre Jacques de Molay. À la vue de l'ordonnance royale qui justifie cette rafle, les templiers se laissent emmener sans aucune résistance. Un scénario identique se déroule au même moment dans toute la France. La plupart des Templiers présents dans les commanderies sont arrêtés. Ils n'opposent aucune résistance. Quelques-uns réussissent à s'échapper avant ou pendant les arrestations. Les prisonniers sont enfermés pour la plupart à Paris, Caen, Rouen et au château de Gisors. Tous leurs biens sont inventoriés et confiés à la garde du Trésor royal.
Le nombre des personnes arrêtées est difficile à préciser, car les documents ne les recensent pas avec précision. Les procès-verbaux des interrogatoires de la fin octobre indiquent 138 membres de l'Ordre arrêtés à Paris, ainsi que 94 en province. La commission pontificale de 1310-1311 interrogea quelque 231 Templiers, et on en compte 546 détenus dans une trentaine de lieux en 1310.
Le 14 octobre 1307, afin d'apporter du crédit à la cause royale, Guillaume de Nogaret donne le détail des charges pesant sur les templiers à une assemblée de théologiens et de clercs. Il se produit la même chose le lendemain, cette fois-ci dans une foule plus nombreuse et disparate, interpellée par divers agents royaux et dominicains.
Clément V apprend la nouvelle de l'arrestation des templiers. Il se dirige en hâte à Poitiers, où il arrive le dimanche 15 octobre 1307, afin de commander la tenue d'un consistoire. L'objectif est de mettre en place un tribunal où le pape et ses cardinaux pourront entendre les plaintes et les accusations. Hugues de Pairaud, se rendant à ce tribunal pour témoigner en compagnie de seize ou dix-sept frères de l'ordre, est pourtant arrêté et emmené à Loches. Le consistoire dure plusieurs jours et le pape décide finalement de s'opposer au roi. Il écrit d'ailleurs à Philippe le Bel le 27 octobre 1307 pour signifier son indignation devant l'arrestation des templiers et le mépris dont le roi a fait preuve en agissant de la sorte. Il s'agit d'une atteinte directe aux prérogatives papales et Clément V en est parfaitement conscient. Le combat qu'il commence à mener pour la défense de l'ordre a également, et surtout, pour but la sauvegarde du Saint-Siège. L'initiative a été prise au nom de l'Inquisition, par l'entremise de Guillaume Humbert, elle a été commandée par un prince séculier et non par le pape.

### Les interrogatoires

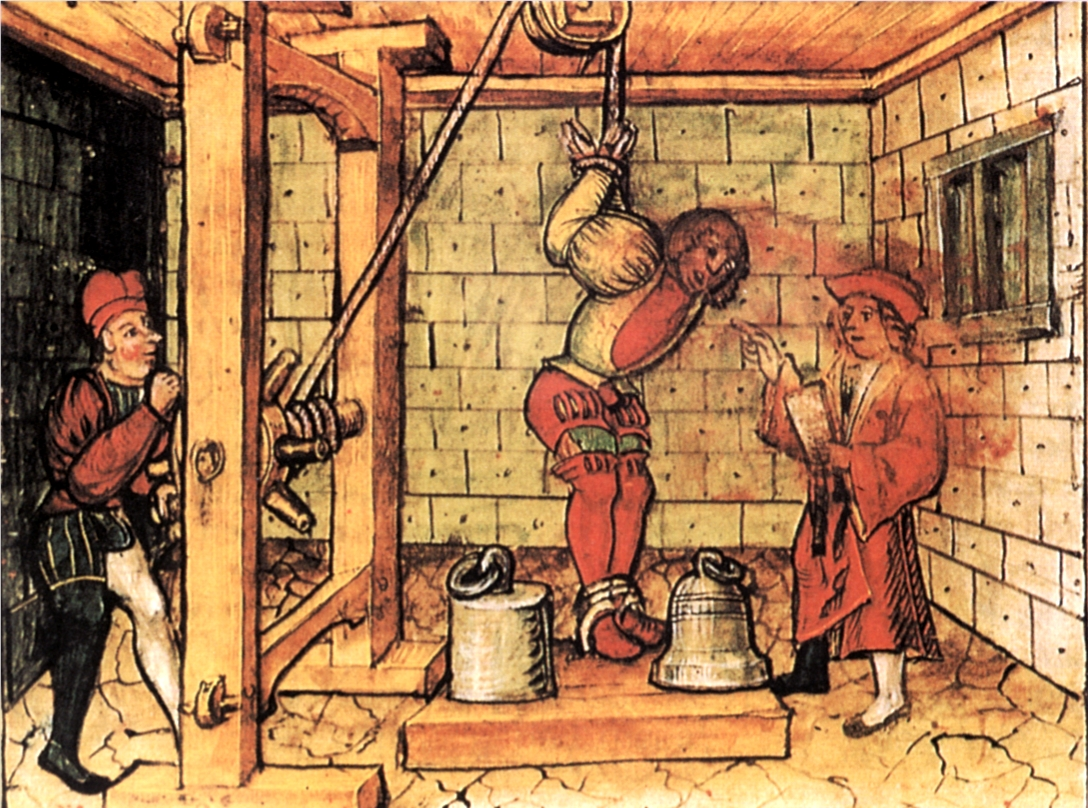
Représentation de l'estrapade, début du XVIe siècle.

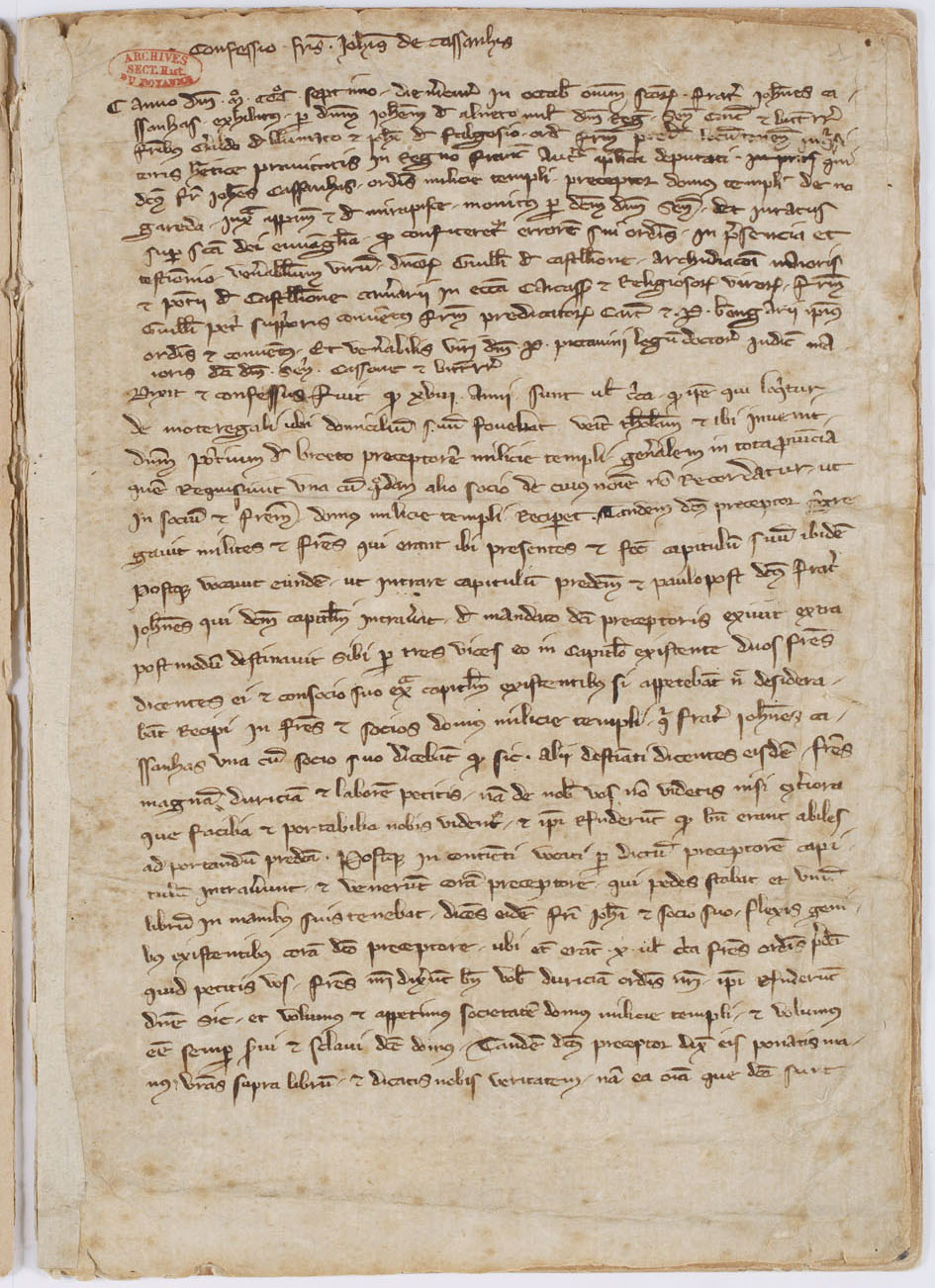
Interrogatoire des Templiers par les commissaires royaux et inquisiteurs de la foi, 13 novembre 1307. Archives nationales AE/II/311

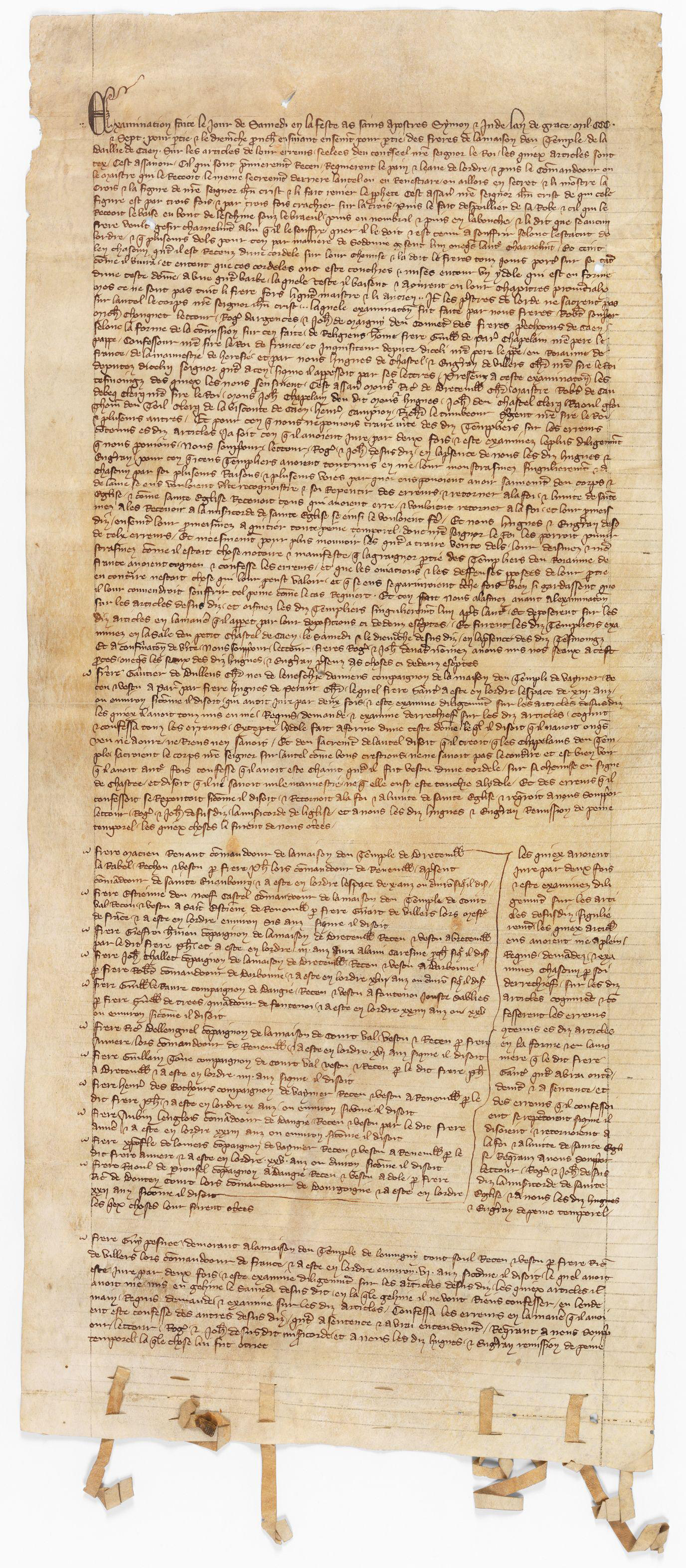
Procès-verbal d’interrogatoire de treize templiers du bailliage de Caen Archives Nationales J-413, no 2

Les consignes données par Philippe le Bel dans son ordre d'arrestation du 14 septembre 1307 révèlent ses intentions quant à la suite à donner à cette affaire:

« [...]ils (les commissaires royaux) appelleront les commissaires de l'Inquisition et examineront la vérité avec soin, par la torture s'il en est besoin.[...] »

Menés par l'Inquisition, les interrogatoires se révéleront particulièrement brutaux, à l'image des moyens employés à cette époque. Si l'affaiblissement physique (nourriture limitée à du pain et de l'eau) ou psychologique (influence sur l'émotivité) sont utilisés, on note également l'emploi du chevalet, de l'estrapade et de la brûlure de la plante des pieds.
Les interrogatoires commencent dès le 19 octobre 1307, soit six jours seulement après les arrestations. Durant la première semaine, Guillaume Humbert prend lui-même en charge l'interrogatoire à Paris d'un premier groupe de trente-sept Templiers, dont Geoffroy de Charnay et Jacques de Molay. Le premier confesse le 21 octobre 1307 et le second le 24 octobre 1307. Le maître de l'ordre du Temple, âgé d'une soixantaine d'années, fait preuve de peur et d'épuisement devant les pressions subies. Cet aveu est capital pour Philippe le Bel car il lui permet de jeter le discrédit sur l'ordre du Temple en faisant propager la nouvelle. Il réunit d'ailleurs une assemblée le 25 octobre 1307 au Temple de Paris, composée de chanoines, maîtres religieux et séculiers, bacheliers et écoliers de l'université de Paris, devant laquelle il fait comparaître Jacques de Molay, Geoffroy de Charnay, Gérard de Gauche, Gui Dauphin et Gautier de Liancourt. Cet événement est à relier à la propagande déjà amorcée les 14 et 15 octobre 1307.
La moyenne d'âge des templiers arrêtés oscille entre quarante-et-un et quarante-six ans, d'après les dépositions. La majorité d'entre eux est composée de frères d'âge mûr œuvrant dans les commanderies comme bergers, régisseurs ou travailleurs agricoles, ne sont donc pas militaires et n'ont jamais participé aux combats. La brutalité employée dans les interrogatoires conduit logiquement à ce qu'il n'y ait que peu de déclarations d'innocence. En effet, des cent-trente-huit prisonniers interrogés à Paris, seuls quatre n'avouent rien : Jean de Châteauvillars, Henri de Hercigny, Jean de Paris et Lambert de Toucy.
| Accusations reconnues à Paris en 1307, sur 138 témoins | Accusations reconnues à Paris en 1307, sur 138 témoins |
| ------------------------------------------------------ | ------------------------------------------------------ |
| Reniement                                              | 111                                                    |
| Crachat                                                | 121                                                    |
| Baisers                                                | 109                                                    |
| Conseil de pratiquer l'homosexualité                   | 99                                                     |
| Idole                                                  | 8                                                      |
| Absolution, eucharistie                                | 1                                                      |

Les interrogatoires se poursuivent à Paris mais également à Bayeux, Chaumont, Caen, Carcassonne, Cahors et Sens. Les résultats des interrogatoires provinciaux ne diffèrent pas de ceux obtenus à Paris, sachant que les mêmes méthodes sont utilisées pour les obtenir. Le 9 novembre 1307, une autre confession vient donner du poids à la démarche de Philippe le Bel, celle d'Hugues de Pairaud. Ces aveux sont aussi importants que ceux de Jacques de Molay pour le roi, car il s'agit ici du maître de province de l'ordre du Temple en France et permet de recouper certaines des informations avec d'autres aveux obtenus dans le royaume. Suivent les confessions de deux autres dignitaires de l'ordre. Tout d'abord, Raimbaud de Caron, maître de province de Chypre, déclare le matin du 10 novembre 1307 qu'il n'a jamais eu connaissance des faits reprochés. Il revient cependant sur ses déclarations après sa seconde comparution dans l'après-midi de la même journée, probablement sous l'effet de la torture. Ensuite vient le tour du maître de province d'Aquitaine et de Poitou, Geoffroy de Gonneville le 15 novembre. L'ajout des aveux de ces hauts dignitaires à toutes les confessions déjà obtenues satisfait le roi, car ceci permet non seulement d'isoler les seuls quatre témoins qui n'avouent rien, mais également de penser que le procès va pouvoir être clos rapidement.

### L'intervention du pape

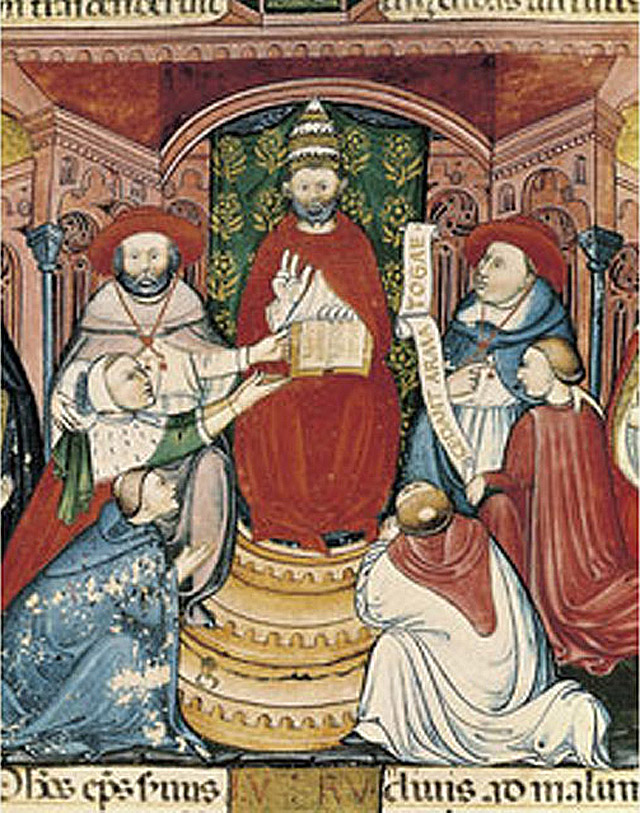
Le pape Clément V sur le trône pontifical.

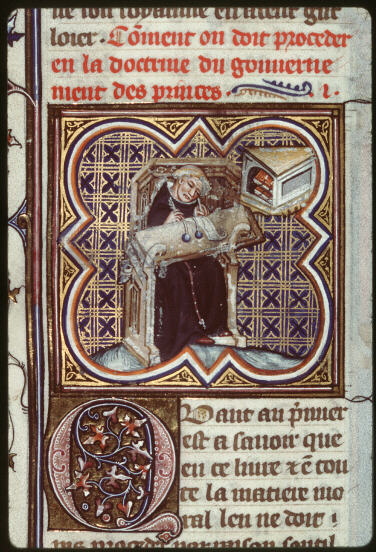
L'archevêque de Bourges Gilles de Rome.

Si Clément V ne peut arrêter la procédure en cours, il compte tout au moins en prendre le contrôle. Le 17 novembre 1307, le pape envoie son chapelain, Arnaud de Faugères, informer le roi de ses intentions. Finalement, le 22 novembre 1307, Clément V promulgue la bulle Pastoralis preeminentie, qui ordonne à tous les princes chrétiens d'arrêter les templiers dans leur pays et de s'emparer de leurs biens au nom de la papauté. Il entend de cette manière garder le contrôle sur la procédure lancée par Philippe le Bel en l'empêchant de clore le procès prématurément. Si le pape s'était abstenu de faire une telle démarche, il aurait cautionné par son silence l'action entamée par le roi de France contre l'ordre. Cette bulle garantit alors un procès public et mené conjointement par les légats du pape et les légistes royaux.
Le pape envoie une lettre au roi le 1er décembre 1307 dans laquelle il lui indique confier le suivi de l'affaire à deux cardinaux, Bérenger Frédol et Étienne de Suisy. Philippe le Bel confirme leur arrivée, assure à Clément V que les prisonniers leur seront confiés et que les biens de l'ordre seront gérés séparément de ceux de la Couronne. Le roi fait preuve d'une double attitude car les cardinaux reviennent à Poitiers sans les prisonniers, n'ayant pu se les faire confier. Clément est donc obligé d'insister, sous la menace d'excommunication. Ainsi, Jacques de Molay et deux cent cinquante templiers sont remis aux deux envoyés pontificaux. Ceci va permettre au maître de l'ordre de revenir sur ses aveux le 24 décembre 1307, en confiant aux cardinaux que sa confession a été obtenue sous la menace de torture. Hugues de Pairaud revient également sur sa confession lors d'un repas pris en présence des autres hauts dignitaires de l'ordre et des envoyés pontificaux.
Consécutivement, en février 1308, Clément V suspend l'action des inquisiteurs dans cette affaire pour reprendre l'initiative. Pendant les six premiers mois de 1308, le roi et le pape se livrent une bataille acharnée pour le contrôle des événements. À cet effet, Philippe le Bel utilise ses meilleures armes : la propagande, les menaces et l'intimidation. Le roi profite de la position de faiblesse du pape qui, devant rester absolument sur le territoire français afin de garder une possibilité d'agir, doit subir en contrepartie la vindicte publique contre les Templiers et les critiques des cardinaux français. Le roi profite du moindre incident pour affaiblir la position du pape. Le 13 février 1308, le cubiculaire du pape, Giacomo da Montecucco ou Olivier de Penne, s'enfuit de l'hospice dans lequel il est logé. Philippe le Bel reproche à Clément V de ne pas être en mesure de s'occuper d'un templier, et remet donc en cause sa capacité à en garder plus de deux mille.
Afin de consolider la légitimité de son action, Philippe le Bel pose des questions aux maîtres en théologie de Paris fin février. Il souhaite, au moyen de leurs réponses, démontrer qu'il était dans son droit d'agir contre l'ordre à cause de l'inaction du pape. La réponse des théologiens le 25 mars 1308 ne satisfait pas le roi car elle démontre qu'il se trompe sur certains points essentiels à ses yeux . Cependant, ils soutiennent l'action royale contre la lenteur du pape en précisant que l'aveu pouvait justifier la condamnation.
Entre le 24 mars et le 29 mars 1308, Philippe le Bel envoie des lettres de convocation au clergé, à la noblesse et aux villes afin de réunir les états généraux à Tours entre le 5 mai et le 15 mai. Il avait déjà procédé de cette manière lors de sa lutte avec Boniface VIII et compte donc obtenir de nouveau l'appui de tous, cette fois-ci dans sa lutte contre l'ordre du Temple et Clément V. Le 26 mai 1308, le roi et le pape se rencontrent à Poitiers.
Le 29 mai 1308, Clément V tient un consistoire public composé de cardinaux, de conseillers du roi, d'ecclésiastiques et de laïcs. Guillaume de Plaisians, légiste du roi, y prend la parole. Son discours n'est pas prononcé en latin, afin d'être compris du plus grand nombre. Il y fait l'apologie de l'action de Philippe le Bel, qu'il présente comme le vicaire du Christ sur Terre (Au début de la lutte, ladite victoire fut horrible et terrible, joyeuse et admirable dans son développement, et dans son issue claire, notoire et indubitable), et de la victoire de la foi catholique contre les crimes de Templiers (le Christ vainc, le Christ règne, le Christ commande). Il décrit ensuite les étapes de l'affaire et argumente sur ce qui a poussé Philippe le Bel à agir, mû par son devoir sacré de roi. Plusieurs autres discours sont prononcés, dont celui de l'archevêque de Bourges, Gilles de Rome, ancien précepteur de Philippe le Bel, ainsi que  l'archevêque de Narbonne Gilles Aycelin, qui compare les templiers aux Madianites.
L'exposé de Guillaume de Plaisians est tel qu'il rend la défense de l'ordre périlleuse (« aucune personne qui soit vraiment catholique et veuille éviter le péril de favoriser l'hérésie ») et met donc Clément V dans une position inconfortable. Le pape prend néanmoins la parole et déclare que, depuis son élection, il a eu affaire à plusieurs templiers et qu'il n'a jamais eu à se plaindre de leur comportement. Il explique ensuite que si les faits sont avérés, il engagerait une procédure. La nuance est que le pape indique que les preuves doivent lui être présentées, qu'il en est le seul juge, et que la procédure sera faite « non pas précipitamment, mais honnêtement et sûrement ».
Le  14 juin 1308, Guillaume de Plaisians prononce un deuxième discours car le gouvernement estime que le premier n'a pas suffisamment affaibli la position de Clément V. Dans ce second exposé, le légiste répète sensiblement les mêmes arguments mais sur un ton plus inquiétant et en s'adressant directement au pape. Il avance également que le roi aurait agi en raison de l'inaction du saint-Siège, pourtant alerté à plusieurs reprises par Philippe le Bel:

« [...]Si donc la main droite, c'est-à-dire le bras ecclésiastique, manque à la défense de ce corps sacré, le bras gauche, c'est-à-dire la justice temporelle, ne se lèvera-t-il pas pour sa défense ?[...] »

Le message est clair. Philippe le Bel prévient le pape que s'il n'agit pas, lui-même le fera avec l'appui du clergé de France. Clément V ne change pourtant pas sa position, affirmant que des ecclésiastiques ne peuvent être jugés par des laïcs. De plus, il confirme que les biens et les hommes du Temple doivent lui être confiés et qu'il s'agit d'une condition sine qua non pour qu'il puisse prendre une décision.
Après ce bras de fer de six mois, il apparaît au gouvernement qu'aucune des actions entreprises n'a réussi à faire fléchir Clément V. De plus, la persistance du pape à maintenir la primauté pontificale dans ce genre d'affaire représente un blocage certain à la poursuite de la procédure. En signe d'apaisement, Philippe le Bel confirme dans une lettre au pape le 27 juin 1308 qu'il confie les biens du Temple à des curateurs particuliers, nommés pour les administrer. Le même jour, il accepte de faire venir soixante-douze Templiers à Poitiers afin qu'ils puissent témoigner devant Clément V. Cependant, il est fort probable que les prisonniers ont été sélectionnés, soit parce qu'ils font preuve d'animosité pour leur ordre ou parce qu'ils maintiennent leurs aveux, par peur de représailles. En outre, aucun dignitaire ne fait partie du nombre, le roi ayant indiqué que plusieurs d'entre eux étaient malades et ne pouvaient donc être déplacés depuis Chinon.

### Les accusations

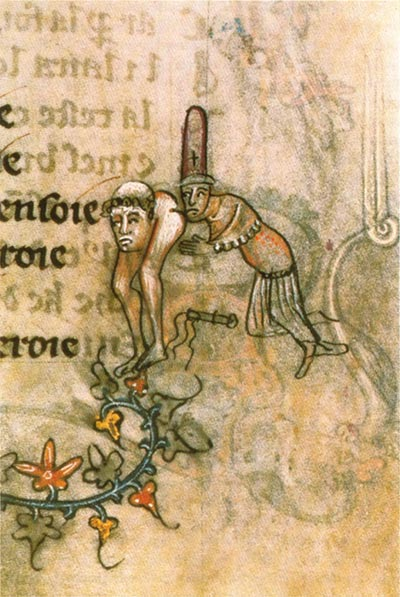
Représentation de l’osculum infame, manuscrit de Jacques de Longuyon, vers 1350.

Dans son ordre d'arrestation du 14 septembre 1307, Philippe le Bel formule trois accusations majeures. Tout d'abord le reniement et le crachat, ensuite les baisers obscènes (tel que l’osculum infame) et l'homosexualité et enfin l'adoration d'idoles,,. Le 12 août 1308, une liste de cent vingt-sept articles est produite (voir l'article détaillé), compréhensible en sept grandes parties,. Premièrement, quand un novice entre dans l'Ordre, il renie le Christ, parfois la Sainte Vierge et les saints, le tout sur ordre de ceux qui le reçoivent. On lui dit ensuite que le Christ n'est pas le vrai Dieu, mais plutôt un faux prophète crucifié pour ses péchés et aucunement pour la rédemption du genre humain. Enfin, le nouveau venu doit cracher sur un crucifix ou une image représentant le Christ, et même parfois piétiner et uriner dessus. Deuxièmement, les frères adorent des idoles, dont les formes peuvent être variables, ressemblant à un chat ou alors à une tête à trois visages. Ces têtes sont adorées comme des sauveurs et vénérées comme gage d'abondance car en mesure de faire fleurir les arbres et germer la terre. Troisièmement, ils ne croient pas aux sacrements et les chapelains de l'ordre ne prononcent pas les paroles de la consécration pendant la messe. Quatrièmement, les frères croient que le maître de l'Ordre et les dignitaires peuvent les entendre en confession et les absoudre de leurs péchés, bien que la plupart d'entre eux ne soient pas prêtres. Cinquièmement, ceux qui reçoivent les novices les baisent sur la bouche, le nombril, le ventre, les fesses et l'épine dorsale et les encouragent à l'homosexualité dans l'ordre. Sixièmement, les Templiers cherchent à accroître les richesses de l'ordre par n'importe quel moyen, légal ou non, et les dons faits à l'Ordre n'étaient pas correctement utilisés, ni distribués aux hôpitaux. Septièmement, les chapitres et admissions sont tenues secrètement et sous bonne garde, et les templiers qui révèlent à un étranger ce qui s'y passe sont punis d'emprisonnement ou de mort.
En 1307, Philippe le Bel est entouré de ministres bien établis et dévoués à sa personne, tels que Guillaume de Nogaret. Depuis le début de son règne, soit vingt-deux ans plus tôt, il s'entoure de légistes qui mettent au point une technique pour venir à bout de ceux qui portent ombrage au pouvoir royal, quelle qu'en soit la raison. Tout d'abord, on fait appel à l'intimidation et à la violence. Ensuite, une campagne de propagande est lancée afin de discréditer la ou les personnes visées et obtenir le soutien du peuple. Dès que c'est fait, les états sont réunis. Les ministres y prononcent des discours et la nouvelle est répandue par les membres de l'assemblée lorsqu'ils retournent chez eux. Parmi les victimes les plus notables, on peut citer le pape Boniface VIII en 1303, l'évêque de Troyes Guichard en 1308  et, tel qu'exposé, l'ordre du Temple.
Les accusations sont minutieusement choisies. Guillaume de Nogaret et les autres ministres puisent dans les faits qui paraissent comme contraires à la morale de l'époque et donc susceptibles de choquer l'opinion publique. En effet, pendant les XIIIe et XIVe siècles, l'attention se cristallise sur l'hérésie et la sorcellerie. Certains articles de l'acte d'accusation y sont directement puisés, tels que le reniement du Christ ou l'adoration d'idoles. De plus, on y adjoint des pratiques reliées au catharisme, tel que l'irrespect de la croix ou le rejet des sacrements. Un lien est également fait avec les musulmans, que l'on soupçonne d'ailleurs à l'époque d'avoir corrompu les templiers. Les petites cordes que sont censés porter les frères du Temple après les avoir fait toucher une idole peuvent être reliées à cette supposée corruption. Tout est fait pour provoquer la vindicte populaire et la colère des différents paliers de la société, surtout ceux présents aux états généraux.

### Les enquêtes des commissions diocésaines

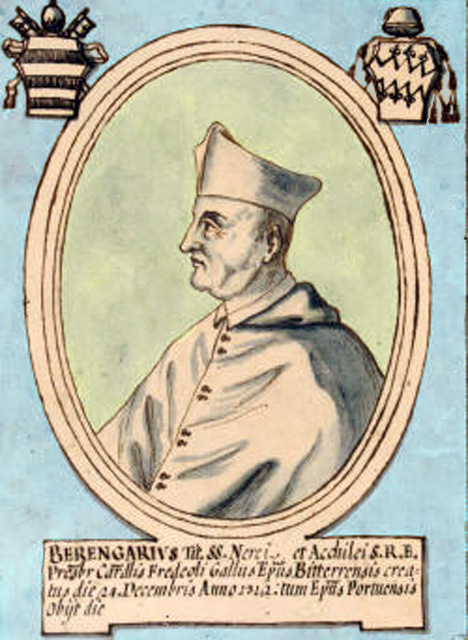
Le cardinal Bérenger Frédol l'Ancien.

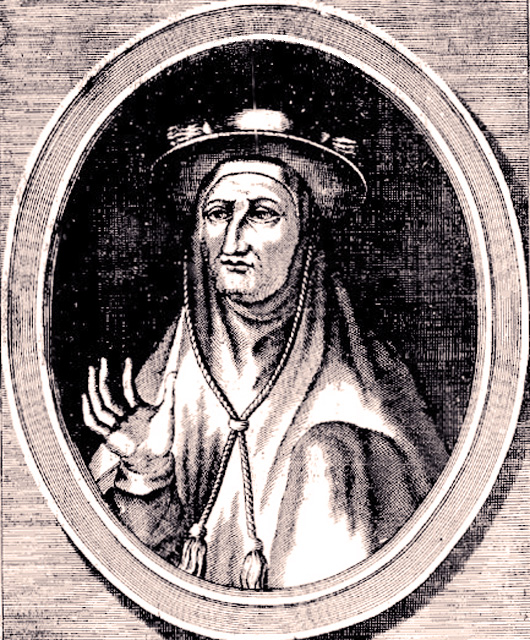
Le cardinal Étienne de Suisy.

Au cours de l'été 1308, afin de réaffirmer la prééminence de son autorité, Clément V fulmine trois bulles qui ont pour but de définir le cadre des enquêtes et des actions qui doivent en découler. Tout d'abord Subit assidue le 5 juillet 1308, indique qu'il y aura deux procédures distinctes: l'une concernera les personnes physiques et l'autre l'Ordre en tant que personne morale. Aussi, chaque procédure sera tout d'abord composée d'une enquête et ensuite d'un jugement. Ensuite Faciens misericordiam le 12 août 1308, qui crée des commissions diocésaines, chargées d'enquêter sur les agissements des templiers, et une commission pontificale, chargée de juger l'ordre du Temple comme tel. Enfin, Regnans in coelis le 12 août 1308, qui convoque le concile œcuménique à Vienne afin d'entendre les rapports des commissions.
L'objectif du gouvernement est que les aveux soient confirmés devant les commissions et tous les moyens sont bons pour y parvenir. Philippe le Bel envoie une lettre au pape avec une liste de noms qu'il souhaite pour la composition de la commission pontificale. Clément V accepte la demande du roi. La commission pontificale, siégeant à Paris, est donc composée de l'archevêque de Narbonne Gilles Aycelin, qui préside la commission, l'évêque de Mende Guillaume VI Durand, l'évêque de Bayeux Guillaume Bonnet, l'évêque de Limoges Raynaud de La Porte, le notaire apostolique Mathieu de Naples, l'archidiacre de Maguelonne Jean de Montlaur, l'archidiacre de Trente Jean de Mantoue et le prévôt de l'église d'Aix Jean Agarni.
Clément V quitte Poitiers le 13 août 1308, précédé en cela par le roi, parti le 24 juillet. Entre le 17 août et le 20 août 1308, les trois cardinaux Bérenger Frédol, Étienne de Suisy et Landolfo Brancaccio entendent les dignitaires de l'ordre à Chinon, la majorité des templiers restant à la charge des commissions diocésaines. À ces interrogatoires assistent Guillaume de Nogaret, Guillaume de Plaisians et Jean de Janville, geôlier des Templiers, dont les présences intimidantes ont pour effet que les dignitaires réitèrent leurs aveux d'octobre et novembre 1307. Ces confirmations d'aveux confortent Philippe le Bel et le motivent à écrire de nouveau à Jacques II d'Aragon afin de l'exhorter à prendre de nouvelles mesures sur son propre territoire. Clément V use de retards et faux-fuyants, ne déclenchant pas immédiatement les travaux des commissions, ce qui fait traîner l'affaire jusqu'au début de l'année 1309. Le roi est exaspéré par cette lenteur, non seulement parce que ceci repousse l'échéance du procès mais également parce que ces retards ont déjà permis à plusieurs templiers de revenir sur leurs aveux. Il s'inquiète également, soutenu en cela par plusieurs prélats français, du caractère imprécis des dispositions prises pour les commissions. Par exemple, les lettres d'investiture des tribunaux de Lyon, Bordeaux et Narbonne n'ont pas été envoyées. De plus, certains points de procédures ne sont pas précisés, tel que ce qu'il fallait faire au sujet des Templiers qui se rétractaient après avoir avoué.
Au cours des commissions diocésaines, commencées au printemps 1309,, les prisonniers sont présentés devant l’évêque ou l'inquisiteur  et doivent jurer sur les Saints Évangiles de dire la vérité pleine et entière sur eux et les autres. La manière de conduire les interrogatoires adopte plusieurs principes provenant de celle employée par l'Inquisition contre les hérétiques. Les Templiers qui persistent à nier sont interrogés plusieurs fois et, s'ils persistent dans leur déni, sont soumis à un régime de pain et d'eau. Si ceci ne suffit pas, on leur montre les aveux des dignitaires de l'Ordre, consignés dans la bulle papale, pour les confronter. Ensuite, on les menace de torture en leur montrant les instruments. En dernier recours, on les torture d'abord légèrement en présence d'un clerc, selon les usages de l'époque. Aucun sacrement ne leur est accordé, sauf la confession, et le confesseur d'ailleurs les encourage à dire la vérité pour le bien et le salut de leur âme. S'ils arrivent à demeurer intraitables devant tous les moyens employés pour les faire avouer, on ne leur accorde ni absolution, ni sépulture ecclésiastique. En revanche, ceux qui avouent reçoivent l'absolution et sont traités de bien meilleure manière, recevant sacrements, nourriture et meilleures conditions de détention. Trente-six templiers sont morts sous la torture rien qu'à Paris.
| Accusations reconnues à Paris en 1310-1311, sur 231 témoins | Accusations reconnues à Paris en 1310-1311, sur 231 témoins |
| ----------------------------------------------------------- | ----------------------------------------------------------- |
| Reniement                                                   | 183                                                         |
| Crachat                                                     | 180                                                         |
| Baisers                                                     | 96                                                          |
| Conseil de pratiquer l'homosexualité                        | 78                                                          |
| Idole                                                       | 8                                                           |
| Absolution, eucharistie                                     | 8                                                           |

Entre fin 1309 et début 1310, plusieurs templiers révèlent, lors de leur comparution devant la commission pontificale, qu'ils ont avoué pendant les commissions diocésaines à cause des traitements subis. En novembre 1309, Jean de Furnes déclare qu'il a été torturé pendant les trois mois qui ont précédé sa comparution devant l'évêque et qu'il a avoué le crime de sodomie de peur d'être de nouveau tourmenté. En février 1310, le frère servant Robert Vigerii, de Clermont, affirme aux commissaires pontificaux à Paris qu'il a fait des aveux devant Jean de Savigny, évêque de Nevers, en raison de la brutalité des tortures. Également, Humbert de Puy déclare qu'il a été tourmenté à trois reprises  à Poitiers sur ordre de Jean de Janville et du sénéchal du Poitou et que, en raison de sa résistance à ne pas avouer, il a été ensuite emprisonné dans une tour à Niort pendant trente-six semaines avec un régime constitué de pain et d'eau.
On a déjà noté la volonté de Philippe le Bel de voir la commission apostolique composée de membres lui étant favorables. Afin de s'assurer que les aveux seront renouvelés, le pouvoir fait pression sur les templiers. Ainsi, une lettre présentée devant la commission pontificale en février 1310 par Jean de Couchey, templier détenu à Sens, ne laisse aucun doute à ce sujet. Cette lettre, donnée au commandeur d'Épailly Laurent de Beaune par un clerc nommé Jean Chapin, est censée émaner des geôliers Philippe de Voët et Jean de Janville:

« [...]Nous vous faisons savoir que nous avons obtenu que le roi notre sire vous envoie l'évêque d'Orléans pour vous réconcilier. En conséquence, nous vous requérons et prions de vous tenir aux bonnes confessions que vous nous laissâmes, et de vous conduire si dévotieusement et gracieusement envers ledit évêque d'Orléans qu'il n'ait cause de dire que par vous nous l'avons fait se tourmenter ni amené à entendre un mensonge; nous accréditons Jean Chapin, notre aimé clerc, en qui vous voudrez bien croire pour ce qu'il vous dira de notre part, et que nous envoyons à notre place.[...] »

La suite, mettant en garde les templiers si jamais ils venaient à contrevenir à ce qui leur ait demandé, est encore plus funeste:

« [...]Et sachez que notre père le pape a ordonné que tous ceux qui ont avoué devant les inquisiteurs, ses délégués, et ne veulent pas persévérer dans ces aveux seront condamnés et mis à mort par le feu.[...] »

La commission pontificale commence seulement le 8 août 1309 dans l'Abbaye Sainte-Geneviève à Paris. Les témoins sont cités à comparaître le 12 novembre mais personne ne se présente. La commission décide de suspendre les travaux jusqu'au 22 novembre 1309 et demande à l'évêque de Paris, Guillaume de Baufet, d'exécuter les directives de la commission. L'évêque se présente devant la commission et déclare qu'il a visité en personne Jacques de Molay et Hugues de Pairaud afin de leur lire les documents relatifs aux travaux de la commission et de leur enjoindre de s'y présenter. Les deux dignitaires de l'Ordre acceptent, ainsi que plusieurs autres frères.

### La défense de l'ordre

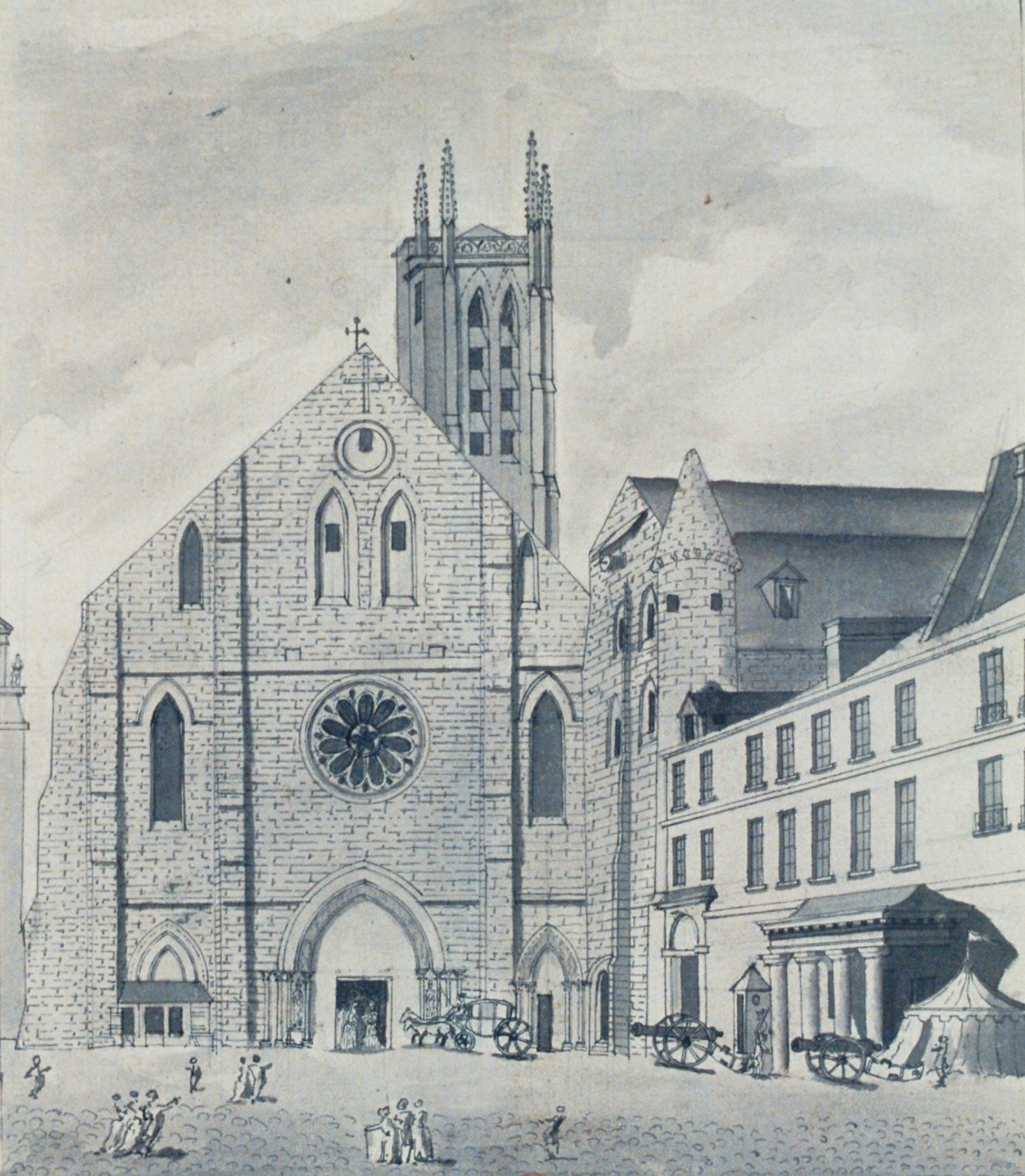
L'Abbaye Sainte-Geneviève de Paris où se tient la commission pontificale.

#### Première session de la commission pontificale
Philippe de Voët et Jean de Janville amènent les témoins devant la commission et c'est ainsi que Hugues de Pairaud et sept autres templiers se présentent dans la salle d'audience le 22 novembre 1309. Les premiers Templiers à se présenter devant la commission pontificale ignorent cependant la mission de cette commission. Avec étonnement, ils apprennent que celle-ci a pour but d'enquêter sur l'ordre du Temple en lui-même et, lorsqu'il leur est demandé s'ils souhaitent défendre l'ordre, aucun ne se sent en mesure de le faire. Gérard de Caux par exemple répond qu'il est « un simple chevalier sans chevaux, ni armes, ni terre et ne pouvait, ni ne savait comment défendre l'Ordre ». L'évêque de Paris a été volontairement évasif lorsqu'il a été les rencontrer afin de leur enjoindre de se présenter devant la commission pontificale.
On peut penser que la comparution de Hugues de Pairaud le même jour va changer la donne, mais il n'en est rien. Le maître de l'ordre dans la province de France ne souhaite parler des faits qu'avec le pape en personne. Jacques de Molay est entendu quatre jours plus tard, le 26 novembre 1309, et l'effet est encore plus négatif. Sexagénaire malade et usé par deux ans d'emprisonnement, le maître de l'Ordre indique qu'il est prêt à défendre l'Ordre mais ne pense pas avoir les capacités pour le faire. De plus, il note que la démarche risque d'être difficile car il est prisonnier « des seigneurs pape et roi » et n'a aucun moyen financier à sa disposition pour préparer la défense. Il ne dispose que d'un seul frère servant pour le conseiller. La commission est cependant prête à lui accorder un délai de réflexion et, pour faciliter ses préparatifs de défense, lui lit les documents relatifs au procès. Lorsqu'il est fait lecture de la confirmation de ses aveux d'août 1308 devant les cardinaux, Jacques de Molay, troublé, se perd en déclarations incohérentes. Il  se rend compte qu'il risque de se perdre lui-même, ce que lui confirme Guillaume de Plaisians. Finalement, la commission lui accorde un délai jusqu'au vendredi suivant, soit le 28 novembre 1309, déclarant même qu'il pouvait être prolongé.
Le lendemain de la première comparution de Jacques de Molay, soit le 27 novembre 1309, douze Templiers se présentent devant la commission. On note un changement d'attitude dans le sens où plusieurs d'entre eux déclarent qu'ils défendraient l'ordre s'ils en étaient capables. Le commandeur de Payns, Ponsard de Gizy, est le premier à agir en ce sens. Il déclare que toutes les accusations portées contre l'ordre sont fausses et que les templiers qui ont témoigné devant l'évêque de Paris ont cédé face à la violence et la peur. Il se dit prêt à assumer la défense si les dépenses sont couvertes par les biens du Temple et si on lui accorde l'aide de deux frères, Renaud de Provins et Pierre de Bologne. Connaisseurs des lois, ce sont ces derniers d'ailleurs qui ont dû lui suggérer de déposer un document précisant quels étaient les ennemis de l'ordre, tel qu'il était possible de le faire selon la procédure inquisitoriale. Cette liste comprend les noms du moine Guillaume Robert, qui les a soumis à la question, du comprieur de Montfaucon Esquieu de Floyran, du prieur du Mas-d'Agen Bernard Pelet et du chevalier Gérard de Boizol, venu de Gisors. D'autres templiers emboîtent le pas. Ainsi, Jacques le Verjus, qui déclare être un agricola et ne pas savoir comment plaider, le ferait volontiers s'il en avait les capacités. Aymond de Narbonne se décrit comme un pauvre homme incapable de défendre l'ordre, qu'il a été torturé par le supplice de l'eau et mis au pain et à l'eau pendant sept semaines. Se disant prisonnier et donc incapable de défendre l'ordre, il déclare cependant qu'il ne sait rien de mal contre l'ordre ou son maître, ayant été le garde de la chambre de ce dernier en Orient pendant trois ans.
L'initiative de Ponsard de Gizy va être cependant contrecarrée par Philippe de Voët. Le prévôt de l'église de Poitiers présente à la commission une lettre produite par le commandeur de Payns, à la destination du pape et de ses commissaires, dans laquelle il énumérait un certain nombre de faits. Il y critiquait la discipline de l'ordre et relatait des déflorations de sœurs admises dans l'ordre, pourtant promises à la chasteté. Également, il y faisait état d'admissions de voleurs et meurtriers en échange de sommes d'argent. Ponsard de Gizy proteste en indiquant avoir écrit cette lettre car il était furieux contre le trésorier de l'ordre qui l'avait insulté et que ceci n'avait rien à voir avec les accusations portées par le gouvernement et relayées par la commission. Cependant, cette lettre attaque la crédibilité de Ponsard de Gizy et remet en cause sérieusement sa volonté à défendre l'ordre, ce qui est le but recherché. D'ailleurs, le commandeur de Payns, craignant de subir des mauvais traitements en prison par la main de Philippe de Voët ou Jean de Janville à la suite de sa volonté de défendre l'ordre, se fait assurer par la commission qu'il n'en sera rien.
La seconde comparution de Jacques de Molay le 28 novembre 1309 n'améliore pas le sort de l'Ordre. Apparemment, le maître de l'ordre n'a pas profité du répit qui lui a été accordé pour préparer une défense. Jacques de Molay se contente de dire qu'il souhaite se présenter devant le pape au plus tôt, conformément à une lettre apostolique dont il a eu connaissance et dans laquelle Clément V se réservait le droit d'entendre les dignitaires. Lorsque la commission lui demande s'il souhaite défendre l'ordre, il se contente de ne pas se compromettre et déclare qu'il ne dira rien de plus à ce sujet.
À la suite de ces comparutions, le gouvernement peut raisonnablement penser qu'aucune défense valable ne pourra être produite devant les commissaires. Conséquemment, Philippe le Bel, dès le 26 novembre 1309, ordonne à ses sénéchaux et baillis d'amener devant la commission tous les templiers désireux de défendre l'ordre, en prenant soin cependant de les isoler les uns des autres pour éviter toute collusion. Les commissaires, souhaitant que leur propre ordre de convocation soit plus largement diffusé, ajournent les travaux jusqu'au 3 février 1310.

#### Deuxième session de la commission pontificale

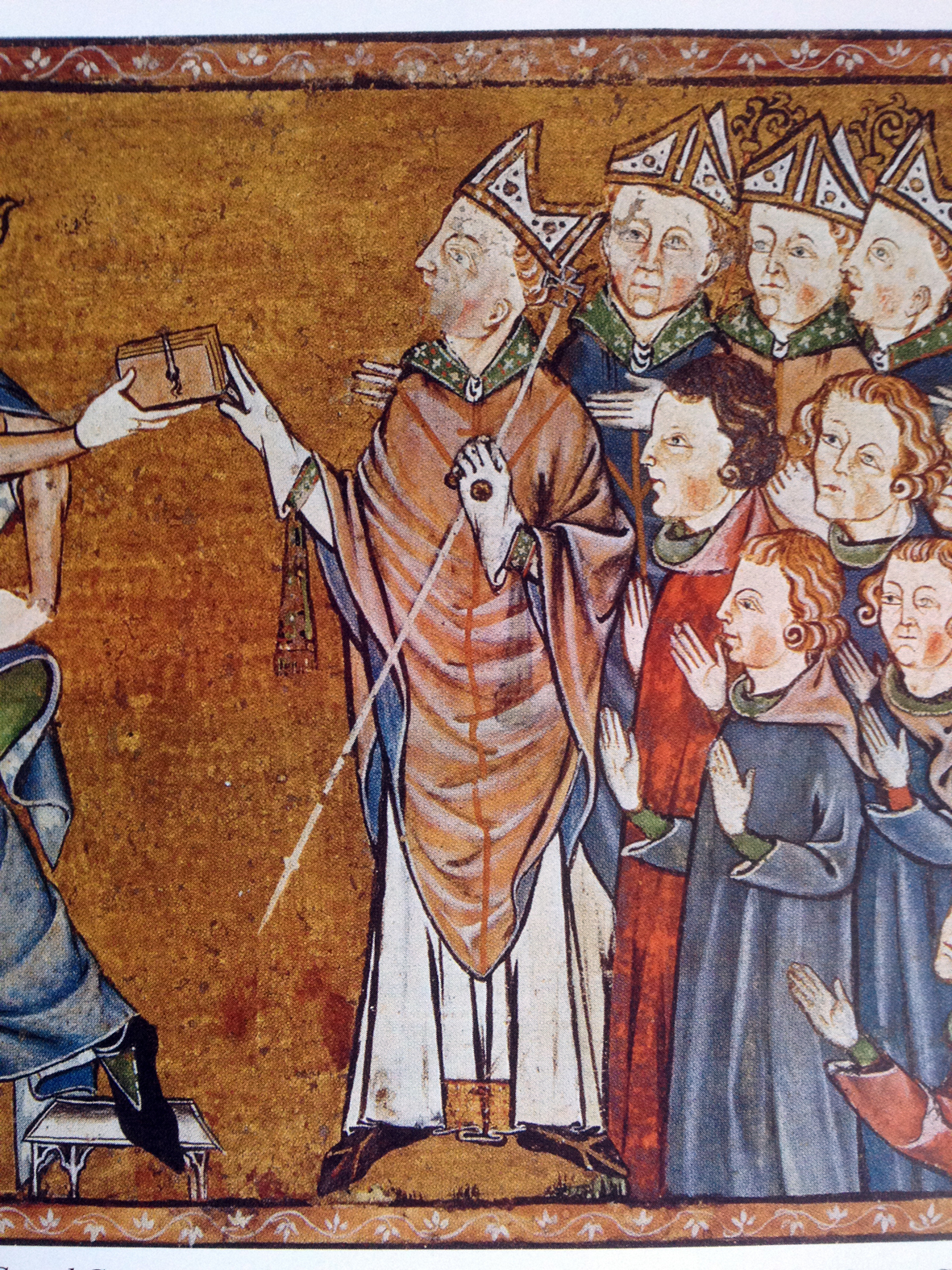
L'archevêque de Narbonne Gilles Aycelin, président de la commission pontificale.

Même si les travaux reprennent le 3 février, il faut attendre le 5 février 1310 pour voir des Templiers se présenter devant la commission. Quinze des seize frères présents, amenés depuis le diocèse de Mâcon, souhaitent défendre l'ordre. Le changement d’attitude observé le 27 novembre a pris de l'ampleur pendant la période de vacation entre les deux sessions, probablement à l'instigation de Renaud de Provins et Pierre de Bologne. D'autres frères se joignent au mouvement dans les jours qui suivent, notamment Ponsard de Gizy le 20 février 1310. Au total, cinq cent trente-deux Templiers vont se joindre aux premiers défenseurs entre le 7 février et le 27 février 1310. Plusieurs ignorent comment défendre l'ordre mais déclarent qu'ils feront de leur mieux. D'autres évoquent les tortures subies, conduisant quelquefois à la mort de certains frères. Une majorité, étant de bons chrétiens, demandent les sacrements. Enfin, certains posent la condition d'être libérés ou alors de consulter le maître de l'ordre avant de procéder à toute défense. Une minorité ne souhaite pas défendre l'Ordre, soit quinze en tout. Douze autres, ne souhaitant procéder eux-mêmes, s'en remettent aux dignitaires pour assurer la défense.
Jacques de Molay comparaît une troisième fois le 2 mars 1310. Il maintient sa position, ne souhaitant parler des faits qu'avec le pape, et ce malgré le rappel de la commission qui précise que les travaux portent sur l'ordre et non sur les personnes. Il se limite à demander aux commissaires d'écrire à Clément V pour qu'il le convoque lui et les autres dignitaires. Geoffroy de Gonneville et Hugues de Pairaud comparaissent à leur tour le 13 mars 1310, mais n'apportent rien de plus au crédit de la défense. Le premier se dit illettré et incapable de défendre l'ordre tandis que le deuxième déclare qu'il n'a rien d'autre à ajouter à ses précédentes déclarations.
Devant la mobilisation de la défense, la commission doit tenir ses promesses de lui fournir de l'aide. Ainsi, le 14 mars 1310, les commissaires font la lecture des cent vingt-sept articles de l'acte d'accusation aux quatre-vingt-dix templiers présents pour défendre l'ordre. Le 27 mars 1310, trente-six frères prennent le parti de la défense. Parmi eux, on peut citer l'exemple du chapelain Jean Robert, qui déclare n'avoir jamais entendu de faits semblables à ceux qui leur sont reprochés au cours de toutes les confessions qu'il a été amené à faire. Ce mouvement de défense parvient même à rameuter les indécis, si bien qu'à la fin du mois de mars 1310, l'ordre peut compter sur cinq cent quatre-vingt-dix-sept défenseurs.
Devant le trop grand nombre de défenseurs, la commission doit organiser une grande réunion hors des locaux de l'évêché, devenus trop petits. Ainsi, le 28 mars 1310, dans le jardin se trouvant derrière la maison de l'évêque, les commissaires font lecture en latin des actes d'accusation à cinq cent quarante-six défenseurs présents. Alors qu'ils s'apprêtent à lire les actes de nouveau, cette fois-ci en langue vulgaire, les templiers estiment qu'il n'est pas nécessaire d'entendre de nouveau de telles horreurs mensongères. Les commissaires demandent alors que des représentants soient nommés car ils ne peuvent entendre tous les défenseurs. Le commandeur d'Orléans Renaud de Provins et le procureur de l'ordre en cour de Rome Pierre de Bologne, prennent alors la parole pour présenter certaines doléances aux commissaires. Les Templiers souhaitent faire valider leur choix de représentants par les dignitaires de l'Ordre. La commission insiste alors sur le fait que la défense doit prendre toutes les dispositions qu'elle juge nécessaire au plus tôt, sachant que la date du concile de Vienne approche à grands pas, précisant au passage que les dignitaires avaient déjà refusé de défendre l'ordre. Elle indique enfin que les travaux reprendront trois jours plus tard.
Le 31 mars 1310, la commission envoie ses notaires dans tout Paris afin de demander aux prisonniers s'ils étaient prêts à désigner des procureurs pour la défense de l'ordre. L'afflux de templiers venant de toutes les provinces du royaume avait pour conséquence une dispersion des prisonniers sur une trentaine de lieux, dont soixante-quinze dans le Temple de Paris. Aucun des Templiers que sont en mesure de visiter les notaires de la commission ne veut désigner de représentants sans l'accord des dignitaires de l'ordre. Les raisons sont d'ordre tactique car ils souhaitent uniquement répondre de manière efficace aux accusations portées, sans pour autant qu'il y ait un jugement et donc une condamnation éventuelle. Ce faisant, les notaires recueillent les différents témoignages et déclarations faites par les templiers emprisonnés dans différents lieux de Paris. La plus longue déclaration faite provient de Pierre de Bologne, alors détenu dans le Temple de Paris:

« [...] Les articles dans la bulle pontificale étaient honteux, tout à fait ignobles, dépourvus de raison, détestables [...]. C'étaient des mensonges, faux, tout à fait faux et injustes; ils étaient fabriqués, inventés et nouvellement faits par des témoins, leurs rivaux et ennemis menteurs; et (que) l'ordre du Temple était, et avait toujours été, net et immaculé de tous les articles, vices et pêchés susdits. Tous ceux qui avaient dit et disaient le contraire parlaient comme des infidèles et des hérétiques. Ils désiraient semer l'hérésie et la plus honteuse ivraie dans la foi du Christ, et ils étaient prêts à soutenir ceci en leur cœur. leurs paroles et leurs actes autant qu'ils le pourraient et le devraient [...] »

Le lendemain, soit le 1er avril 1310, la commission fait amener devant elle Pierre de Bologne, Renaud de Provins, Guillaume de Chambonnet et Bertrand de Sartiges, ainsi que Robert Vigerii représentant des frères servants. Les quatre premiers avaient pris la parole dans le jardin de l'évêché quelques jours plus tôt et les commissaires estiment donc qu'ils feront des procureurs acceptables pour la défense de l'Ordre. Lorsque la commission demande de nouveau si des représentants ont été désignés, Renaud de Provins prend la parole. Alors que Pierre de Bologne avait la veille réfuté les accusations et affirmé l'innocence de l'ordre, Renaud de Provins entreprend de combattre les accusateurs. Il précise qu'ils n'ont pas l'intention de désigner des représentants, étant dépourvus de conseil, d'argent et de l'approbation des dignitaires. De plus, l'emprisonnement de ces derniers sous la garde des hommes du roi, causant « peur, séduction et fausses promesses », maintenait chez eux une crainte de prendre la défense de l'ordre. Il précise cependant qu'il n'a pas l'intention de dire quoi que ce soit contre Clément V, le Saint-Siège, Philippe le Bel ou ses fils et ajoute que les dignitaires devraient être mis sous la garde de l'Église afin d'être soustraits à la garde royale. Si jamais ils persistaient à ne pas défendre l'ordre, Renaud de Provins déclare qu'il serait prêt à assumer cette charge.
Renaud de Provins demande ensuite qu'on mette à leur disposition l'argent de l'Ordre afin de payer les frais inhérents à leur défense. De plus, les frères renégats doivent être mis sous la garde de l'Église jusqu'à la confirmation de leurs témoignages. Il est clair que les templiers sont résolus à prendre leur destin en main et Renaud de Provins, dans cette optique, confronte l'accusation en remettant en cause la validité des procédures. Ainsi, il indique à la commission qu'elle ne peut juger l'ordre que de trois manières : par voie d'accusation, par voie de dénonciation ou par voie d'office. Dans le premier cas, l'accusateur devrait comparaître, se soumettre à la loi du talion et couvrir les frais s'il s'avérait que l'affaire avait été déclenchée injustement. Dans le deuxième cas, le délateur ne devrait pas être entendu car, avant de dénoncer, il aurait dû avertir les frères de cette corruption. Enfin, dans le troisième cas, Renaud de Provins indique que lui et les frères se réservent les arguments et défenses à employer dans la procédure. En s'y prenant de cette manière il démontre la nature arbitraire et la légalité douteuse de l'arrestation et le fait que l'ordre du Temple n'a été jusqu'à maintenant que le jouet du conflit entre le royaume de France et le Saint-Siège. Les notaires de la commission continuent à visiter les prisonniers pour recueillir leurs opinions et s'assurer que les frères présents devant les commissaires avaient réellement exprimé ce que tous les templiers pensaient. À la fin de la semaine, ils avaient rencontrés cinq-cent trente-sept Templiers.
Entre-temps, Clément V constate que la procédure prend plus de temps que prévu et que la date du concile se rapproche. Le 4 avril 1310, il fulmine la bulle Alma mater pour reporter la date du concile de Vienne d'octobre 1310 à octobre 1311, ce qui ne manque pas d'agacer le roi de France et de renforcer son impatience.
Le 7 avril 1310, neuf templiers se présentent devant la commission. En plus des quatre frères déjà présents une semaine plus tôt s'ajoutent le chevalier Bernard de Foix, les frères Jean de Montréal, Mathieu Cresson-Essart, Jean de Saint-Léonard et Guillaume de Givry. Ils insistent sur le fait de ne pouvoir désigner de représentants officiels et de vouloir seulement apporter une réponse aux accusations et non engager un procès. Ils ajoutent qu'ils souhaitent assister au concile qui doit statuer sur le sort de l'Ordre à condition d'être libérés. Enfin, ils expriment l'illégalité de la présence de Guillaume de Nogaret et Guillaume de Plaisians aux travaux de la commission, demandant qu'aucun laïc ne soit présent pour les entendre:

« [...] il ne faut en aucune façon s'étonner qu'il y en ait eu pour mentir, mais plutôt qu'il y en ait eu pour soutenir la vérité, quand on voit les tribulations et les dangers que souffrent continuellement ceux qui disent la vérité, les menaces, les outrages et autres maux qu'ils subissent chaque jour, et les avantages, les commodités, les douceurs et les libertés dont jouissent les menteurs et les grandes promesses qui leur sont faites quotidiennement [...] »

Pierre de Bologne ajoute:

« [...] c'est une chose admirable et même stupéfiante qu'on accorde une plus grande foi à ces menteurs qui, ainsi dévoyés, ont témoigné de ces choses dans l'intérêt de leur corps, plutôt qu'à ceux qui, comme les martyrs chrétiens, sont morts dans les tortures pour soutenir la vérité [...] Et ceux qui [...] n'obéissant qu'à leur conscience[...]ont survécu en soutenant la vérité [...] souffrent chaque jour en prison tant de tortures, de peines, de tribulations, de dangers, d'incommodités, de calamités et de misères [...] »

Il poursuit son raisonnement en disant:

« [...] en dehors du royaume de France, on ne trouvera nul frère du Temple en quelque pays du monde qui dise ou qui ait dit ces mensonges; on voit donc assez clairement pourquoi on les a prononcés dans le royaume de France, car tous ceux qui ont parlé ont porté témoignage sous l'influence de la peur, des prières ou de l'argent [...] »

Après avoir contesté la validité des aveux donnés, les défenseurs exposent des arguments en faveur de l'ordre du Temple. Ainsi, ils déclarent:

« Le Temple avait été [...] fondé dans la charité et l'amour d'une vraie fraternité[...]pour l'honneur de la très glorieuse Vierge, mère de notre seigneur Jésus-Christ, pour l'honneur et la défense de la sainte Église et de toute la foi chrétienne, et pour triompher des ennemis de la croix c'est-à-dire des infidèles, des païens ou des Sarrasins en tous lieux et principalement dans la Terre sainte de Jérusalem que le fils de Dieu lui-même a consacrée par son propre sang en mourant pour notre rédemption [...] Le saint ordre du Temple était [...] pur de toute faute et immaculé de tout vice; en lui ont toujours prospéré et prospèrent une doctrine régulière et des observances salutaires[...] »

Ensuite, ils s'en prennent directement aux accusateurs. Ceux qui avaient rapporté de tels mensonges au pape et au roi étaient:

« [...] de faux chrétiens et de parfaits hérétiques, détracteurs et corrupteurs de la sainte Église et de toute la foi chrétienne car, mus par le zèle de la cupidité et l'ardeur de l'envie ils avaient, comme de très impies propagateurs de scandale, recherché des apostats, des fugitifs de l'ordre qui, à cause de leurs crimes, avaient été comme des bêtes malades rejetées du troupeau, c'est-à-dire de la congrégation des frères [...] »

De plus, les défenseurs affirment que la commission ne peut procéder par voie d'office parce que les Templiers:

« [...] n'étaient pas diffamés avant leur arrestation et que l'opinion publique n'était pas hostile à l'ordre; il est certain qu'ils ne sont pas plus en lieu sûr que nous, car ils sont et ont continuellement été au pouvoir de ceux qui rapporté ces mensonges au roi[...] »

Les représentants demandent aux commissaires de garantir la sécurité des frères pour qu'ils puissent s'exprimer librement et fort probablement revenir à la vérité. Enfin, Pierre de Bologne conclut avec réserve:

« [...] Ils déclarent et disent tout ceci étant sauves toujours toutes les défenses présentées et à présenter par les frères du Temple en particulier, séparément ou ensemble, maintenant ou dans l'avenir, pour la défense et en faveur dudit ordre. Et si des choses ont été données, apportées ou dites qui puissent tourner au dommage ou au préjudice dudit ordre, ils les tiennent pour entièrement nulles, vaines et sans aucune valeur [...] »

La commission se contente de répondre qu'elle ne peut accéder à ces demandes, vu qu'elle n'est responsable ni de l'emprisonnement ni de l'arrestation des templiers. Elle n'a donc pas le pouvoir de les faire libérer ni de leur octroyer les biens de l'Ordre, ceci relevant du pape directement. De plus, elle précise qu'elle ne peut envisager de croire que les Templiers ne se sont pas déshonorés, les bulles papales disant le contraire. Enfin, en ce qui concerne le maître de l'Ordre et son incapacité à témoigner, selon les défenseurs présents, la commission précise que Jacques de Molay lui-même a déclaré qu'il ne souhaitait s'exprimer que devant le pape.
Le 11 avril 1310, la commission règle un point de procédure en acceptant Pierre de Bologne, Renaud de Provins, Guillaume de Chambonnet et Bertrand de Sartiges comme représentants des Templiers, ce qui va leur permettre d'assister à l'audition des témoins. Le même jour, les vingt-quatre premiers témoins sont présentés devant la commission. Quatre ne sont pas Templiers, et trois d'entre eux amènent des éléments à charge contre l'Ordre, qui se rélèvent peu convaincants, car basés sur des ouï-dire: Raoul de Presles, légiste de Philippe le Bel, Nicolas Symon, écuyer et allié de Raoul de Presles, et Guichard de Marziac, ancien sénéchal de Toulouse, dont la maison à Paris servait de prison pour quelques templiers, qu'il avait fait torturer pour en arracher des aveux. Des vingt templiers présents pour témoigner, seul le prêtre Jean de Sivrey se propose de défendre l'ordre. Si jamais l'accusation avait l'intention de contrecarrer la défense en envoyant une première série de témoins pratiquement tous à charge, ceci se révèle bientôt inutile. En effet, conformément à une lettre de Clément V de mai 1309 qui définit les règles à suivre par les commissaires, ces derniers refusent d'entendre de nouveau les templiers qui se sont déjà présentés devant le pape en juin 1308, soit quinze en tout parmi les vingt présents.
Les défenseurs, par la voix de Pierre de Bologne, demandent à la commission de lui fournir la documentation relative au procès, à savoir une copie des attributions de la commission, une copie des articles de l'acte d'accusation et le nom de tous les témoins qui avaient ou allaient prêter serment. Ils demandent également que toutes les dépositions soient faites dans le secret et que chaque témoin prête serment de ne pas révéler le contenu de sa déposition. Ceux qui ont déposé doivent être également séparés des témoins qui n'ont pas encore été amené devant la commission. Le tout, précisent-ils, doit être mis en place jusqu'à l'envoi de toutes les informations reçues au pape. En outre, la défense demande que les geôliers soient interrogés au sujet des témoignages des templiers morts en prison, surtout de ceux réconciliés avec l'église, et également que les frères refusant de défendre l'ordre expliquent leurs raisons sous serment. Les témoins à charge se succèdent mais la défense se fait de plus en plus forte. Alors qu'au début elle arguait que Philippe le Bel s'était fait abuser par des faits mensongers, elle prend maintenant position directement contre le roi de France. De plus, le nombre de défenseurs s'accroît, notamment avec l'arrivée de vingt-cinq frères du Périgord le 2 mai 1310.
Le gouvernement, tel qu'il l'avait déjà fait en 1308, s'enquiert d'un avis juridique afin de trouver matière à contrer la défense. La réponse qui lui est faite va entièrement dans le sens voulu par le pouvoir royal, à savoir tout d'abord que les dignitaires de l'ordre ne peuvent se rétracter sur ce qu'ils ont ouvertement avoué. Ensuite, le secret imposé des règles et statuts de l'ordre ne peut être invoqué car, à partir du moment où des agissements contraires avaient eu lieu, ce secret devenait caduc car indéfendable. La troisième question porte directement sur la défense de l'Ordre. Le juriste sollicité par le roi estime qu'on ne peut accorder des défenseurs aux particuliers. En revanche, en ce qui concerne l'Ordre, il peut être défendu selon la procédure habituelle mais comme il est fait état d'une grande corruption en son sein, le roi n'agit plus en tant qu'accusateur mais en tant que « ministre de Dieu, défenseur de la foi et champion de l'Église ». Il est donc de son devoir d'extirper cette corruption de l'Église et de soutenir cette dernière à ce qu'une procédure judiciaire par voie de provision soit déclenchée, afin de supprimer l'ordre qui représente un danger pour les fidèles. Enfin, la quatrième question portait sur les templiers qui s'avèrent innocents des faits reprochés. Le légiste répond que cela ne se peut, tant la contagion dans l'Ordre est grande. Il soutient ce point par la forte majorité d'aveux obtenus et, surtout, par ceux des dignitaires. Il en conclut qu'une forte présomption pèserait à présent sur chaque templier et ce fait en lui-même rendait dangereuse la subsistance de l'ordre pour le bien de l'Église.
Toutes ces conclusions amènent donc le pouvoir à statuer que la défense entreprise sur les irrégularités de la procédure devenait caduque, car la corruption de l'ordre ordonnait que des mesures soient prises puisque les aveux étaient valables et nombreux.

### La fin de la lutte
L'arrestation a eu lieu en octobre 1307 et l'affaire n'est toujours pas réglée en mai 1310. Philippe le Bel perd patience et compte provoquer une crise. Comme le pape avait précisé que les évêques pouvaient convoquer des conciles pour décider du sort des frères après les avoir entendu (seul l'ordre serait jugé lors du concile de Vienne), le roi veut user de son pouvoir parmi les commissions diocésaines et en particulier de l'appui de l'archevêque de Sens, Philippe de Marigny. Philippe est le frère d'Enguerrand de Marigny, chambellan et ministre du roi, et a été élu grâce aux pressions exercés par le roi auprès de Clément V. L'objectif du gouvernement est de casser la défense en la privant de ses éléments les plus solides et également de faire régner la peur afin d'éviter que de nouveaux volontaires se présentent pour défendre de l'ordre. Philippe de Marigny convoque donc un concile à Paris pour juger les templiers dépendant de la province de Sens.
Les quatre représentants de l'ordre, conscients de la menace, demandent à rencontrer les commissaires d'urgence le 10 mai 1310 alors que la commission ne siège pas, vu que c'est dimanche. Pierre de Bologne rappelle aux commissaires que nombre de templiers se sont proposés pour la défense de l'ordre et il craint que la procédure lancée par Philippe de Marigny ne les contraignent à renoncer. Consécutivement, il lit un appel devant la commission, exposant que l'archevêque de Sens et les autres prélats ne pouvaient lancer de poursuites contre les templiers tant et aussi longtemps que la commission pontificale entendrait des témoins. S'ils maintenaient ces poursuites, ce serait contraire à « Dieu et à la justice, et bouleverserait l'enquête ». Finalement, il fait appel au Saint-Siège afin que les templiers soient mis sous la protection du pape et aussi qu'un ou deux notaires de la commission les accompagne devant l'archevêque de Sens afin de faire appel contre lui.
L'archevêque de Narbonne Gilles Aycelin, président de la commission pontificale, se trouve dans une position embarrassante. Issu d'une famille très liée à l'Église, il est également juriste et lié étroitement au gouvernement depuis 1288, année où il commence son service auprès du roi. Étant membre du conseil royal, il ne peut qu'être au courant de la volonté de Philippe le Bel d'en finir avec cette affaire. Préférant donc se tenir à l'écart, il répond à Pierre de Bologne qu'il ne peut débattre de la situation car il doit aller « célébrer ou entendre la messe ». Les commissaires restants, après s'être consultés, déclarent qu'ils répondront à cette demande après les vêpres « pour autant qu'ils le pouvaient et que ces choses leur revenaient ». Le soir venu, ils répondent que l'action entreprise par Philippe de Marigny ne dépend pas de leur commission et qu'ils ne peuvent donc pas répondre favorablement à la requête présentée par la défense.

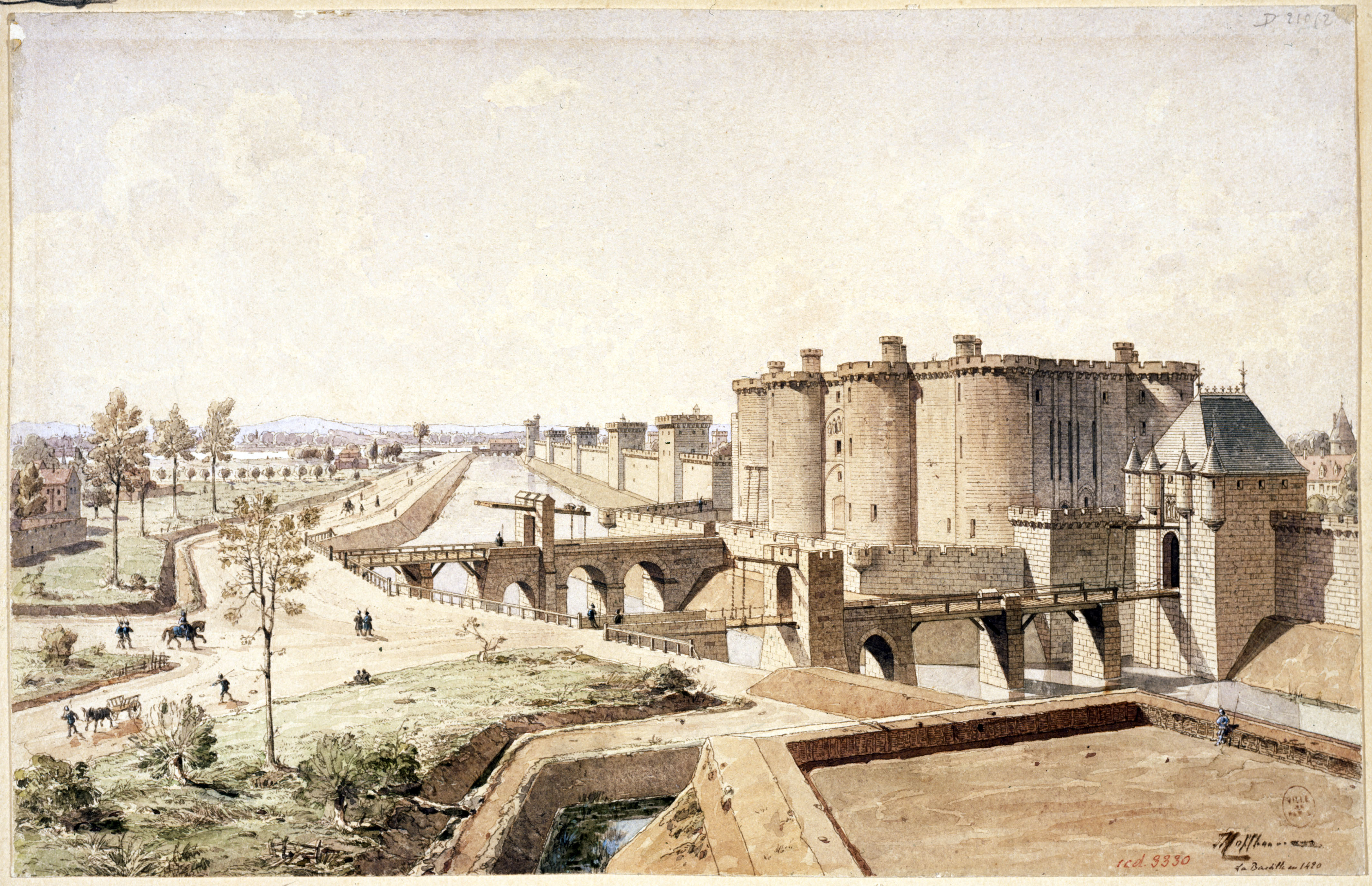
Reconstitution des fortifications orientales de Paris en 1420 : de gauche à droite les fossés enjambés par les ponts (avec ponts-levis), la Bastille et la porte Saint-Antoine fortifiée.

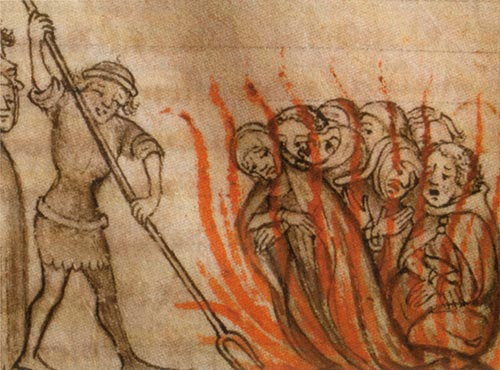
Frères Templiers sur le bûcher, manuscrit anonyme, 1384.

Le lendemain, soit le 11 mai 1310, la commission reprend l'audition des témoins malgré l'absence de son président, l'archevêque de Narbonne. Le jour suivant, les commissaires apprennent, pendant une pause des travaux, que cinquante-quatre templiers doivent être brûlés plus tard dans la journée. Ce fait les force à agir pour conserver un tant soit peu de crédibilité à la procédure en cours et également pour s'opposer contre cette manœuvre d'intimidation. Ils envoient donc Philippe de Voët et l'archidiacre d'Orléans, Amisius, demander à Philippe de Marigny de surseoir à cette décision. Cette tentative se solde par un échec et les cinquante-quatre templiers, mis dans des charrettes, sont emmenés dans un champ près de la porte Saint-Antoine pour y être brûlés vifs. D'autres templiers qui avaient refusé d'avouer devant le concile provincial, ne pouvant donc passer pour relaps, sont condamnés à la prison à vie. Ceux qui confirment leurs aveux sont réconciliés avec l'Église et libérés. Quelques jours plus tard, quatre autres frères meurent sur le bûcher et les ossements du trésorier du Temple Jean de Tour sont exhumés et brûlés. Ensuite, ce sont neuf templiers qui subissent le même sort à Senlis, sur ordre du concile provincial de Reims. Il est fait ensuite mention, dans des dépositions, de huit templiers brûlés à Paris. Cependant, il est impossible de savoir précisément le nombre de frères suppliciés.
Ainsi que le roi l'espérait en agissant de la sorte, les exécutions portent un coup décisif à la défense de l'ordre. Dès lors, la terreur règne parmi les templiers, particulièrement ceux qui comparaissent devant la commission car ils craignent de subir le même sort que leurs frères suppliciés. Les commissaires suspendent les auditions des témoins, les reprenant cinq jours plus tard, le 18 mai 1310. Le jour venu, en présence de Gilles Aycelin, la commission s'aperçoit que Philippe de Marigny a profité de l'interruption des auditions pour convoquer Renaud de Provins devant son concile vu que ce dernier dépend de la province de Sens. Les commissaires envoient de nouveau Philippe de Voët et Amisius mais cette fois-ci avec une mise en garde. Ils sont chargés de dire à l'archevêque de Sens que Renaud de Provins avait reçu l'ordre d'assister aux auditions de témoins de la commission pontificale, et qu'ainsi il était censé pouvoir se présenter devant la commission librement, sous « pleine et sûre garde ». Renaud de Provins, libéré par le concile, se présente ensuite devant la commission avec Guillaume de Chambonnet et Bertrand de Sartiges. Cependant, Pierre de Bologne a disparu. Les trois autres représentants de l'ordre, troublés par les événements des derniers jours, demandent à la commission de faire amener Pierre de Bologne car ils ont besoin de son aide pour la défense de l'ordre. Les commissaires chargent Philippe de Voët et Jean de Janville de le ramener. Le lendemain matin, alors que Pierre de Bologne est toujours absent, quarante-quatre templiers qui s'étaient initialement portés volontaires pour défendre l'ordre se présentent et déclarent qu'ils renoncent à le faire. Le 30 mai 1310, La commission suspend finalement les travaux jusqu'en novembre 1310 pour « diverses raisons ».
Le 3 novembre 1310, seuls trois commissaires sont présents dans l'abbaye Sainte-Geneviève : l'évêque de Mende Guillaume VI Durand, le notaire apostolique Mathieu de Naples et l'archidiacre de Trente Jean de Mantoue. Sans grand enthousiasme, ils demandent si quelqu'un souhaite assumer la défense de l'ordre et suspendent la séance jusqu'à être assez nombreux pour assurer correctement la suite des travaux de la commission pontificale. Finalement, le 17 décembre 1310, cinq commissaires sont présents et les travaux reprennent. Toutefois, des quatre représentants de la défense, seuls Guillaume de Chambonnet et Bertrand de Sartiges sont présents car il n'y a toujours aucune nouvelle de Pierre de Bologne. De plus, Renaud de Provins est à son tour absent. Les deux chevaliers, se présentant comme des laïcs illettrés, requièrent l'aide des deux représentants manquants. La réponse qui leur est faite est qu' « ils avaient solennellement et librement renoncé à la défense de l'ordre et en étaient revenus aux premiers aveux faits par eux » après quoi Pierre de Bologne se serait évadé de prison et enfui. À partir de ce moment, plus aucune mention n'est faite de lui dans les écrits du procès. Il est possible qu'il ait été assassiné par ses geôliers. À propos de Renaud de Provins, les commissaires disent qu'ils n'auraient pu de toute manière le laisser continuer à défendre l'ordre vu que le concile de Sens venait de le déposséder de sa prêtrise,. Enfin, ils déclarent qu'ils sont donc prêts à entendre les deux représentants restants et à les autoriser à assister aux audiences. Les deux chevaliers ont cependant perdu toute volonté et courage de continuer la défense sans leurs deux frères et, cela dit, quittent la salle d'audience.
À partir de ce moment, la défense de l'ordre est presque réduite à néant. La commission continue ses travaux jusqu'en juin 1311 mais peu de témoins oseront se présenter pour assurer la défense, ce qui représente un revirement total par rapport à la situation de fin mars 1310 :
| Mars 1310 - Situation après la réunion tenue dans le jardin de l'évêché | Mars 1310 - Situation après la réunion tenue dans le jardin de l'évêché |
| ----------------------------------------------------------------------- | ----------------------------------------------------------------------- |
| Prêts à défendre l'ordre                                                | 597                                                                     |
| Ne prennent pas parti                                                   | 12                                                                      |
| Refusent de défendre l'ordre                                            | 15                                                                      |

| Novembre 1310 à Juin 1311 - Bilan des 212 témoignages   | Novembre 1310 à Juin 1311 - Bilan des 212 témoignages |
| ------------------------------------------------------- | ----------------------------------------------------- |
| Avouent quelques fautes                                 | 198                                                   |
| Persistent à affirmer l'innocence de l'ordre            | 14                                                    |
| Connus pour avoir auparavant offert de défendre l'ordre | 87                                                    |

Les conciles provinciaux continuent après les premières exécutions et parallèlement à la troisième session de la commission pontificale. Les Templiers, effrayés, se préoccupent plus de leur propre défense devant les conciles de Reims ou Sens plutôt que de celle de l'ordre devant la commission. Ainsi, lorsqu'ils sont amenés devant les commissaires afin de témoigner dans la procédure visant l'Ordre, la grande majorité confirment leurs aveux réitérés devant les conciles provinciaux, tout en exhortant la commission de ne pas subir de préjudice à cause de ce qu'ils disent. Les cent quatre-vingt-dix-huit confessions sont centrées essentiellement sur le reniement du Christ, le crachat sur la croix, les baisers obscènes, l'encouragement des pratiques homosexuelles et, dans une moindre mesure, l'adoration d'une idole. Seulement quatorze templiers persistent dans leur volonté de défendre l'ordre et se plaignent d'ailleurs des pressions dont ils sont victimes. Les agents royaux les surveillent étroitement et ces pressions ont bientôt raison de leur volonté. En effet, les derniers volontaires à défendre l'ordre reviennent sur leurs témoignages. Par exemple, trois d'entre eux, entendus le 22 mars 1311, reviennent sur leurs témoignages deux jours plus tard, prétendant avoir « menti par bêtise ». L'attitude de plusieurs d'entre eux démontrent ensuite à quel point leurs geôliers ont de l'emprise sur leurs personnes et, aussi, la célérité avec laquelle les informations sur leurs témoignages, pourtant prétendument exprimés sous le sceau du secret, se rendent de la commission au pouvoir central.
La commission pontificale, qui a pour objectif d'entendre les éventuels défenseurs de l'ordre, ne sert plus à grand-chose depuis le début de l'année 1311. La plupart du temps, seuls trois commissaires sont présents. L'archevêque de Narbonne Gilles Aycelin est souvent absent. L'évêque de Bayeux Guillaume Bonnet ne participe plus depuis novembre 1310 car il a été envoyé en négociation à Avignon, au nom du roi, auprès de Clément V. Enfin, l'archidiacre de Maguelonne Jean de Montlaur a été dispensé sous prétexte de maladie. Les trois dernières dépositions sont enregistrées le 26 mai 1311 et les commissaires écrivent à l'évêque de Bayeux pour demander au pape s'ils peuvent clore les auditions. Clément V accède à la demande. Guillaume Bonnet quitte Avignon et rejoint Philippe le Bel et Gilles Aycelin à Pontoise, où se tient un parlement. La procédure est close à Paris par l'évêque de Limoges Raynaud de La Porte, l'évêque de Mende Guillaume VI Durand et l'archidiacre de Trente Jean de Mantoue.
Le 5 juin 1311, les commissaires se rendent à Pontoise, s'entretiennent avec Philippe le Bel dans l’abbaye Notre-Dame-La-Royale et lui font le point de la situation. Deux cent trente-et-un témoins ont été entendus par la commission, dont certains en Orient, et soixante-douze ont été entendus directement par Clément V et ses cardinaux. Devant l'imminence du concile de Vienne, qui doit se tenir cinq mois plus tard, le pape et le roi veulent en finir rapidement. La procédure de la commission pontificale est officiellement close, en présence du comte Guy IV de Châtillon-Saint-Pol, de Guillaume de Plaisians, de Geoffroy du Plessis et des cinq notaires qui ont dressé le procès-verbal de l'enquête. La commission aura siégé pendant cent soixante-et-un jours, répartis sur deux ans. Le dossier, composé de deux cent dix-neuf folios d'environ quarante lignes par page, est produit en deux exemplaires. La première copie, scellée par les commissaires, est envoyée à Clément V par messagers spéciaux. La deuxième copie est déposée au trésor du monastère de Sainte-Marie à Paris. Cette copie ne pourra être consultée qu'en possession de lettres d'autorisation spéciales du pape.

## Le procès hors du royaume de France

### Angleterre, Écosse et Irlande

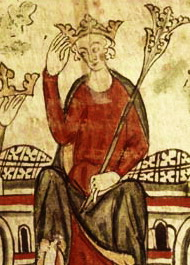
Édouard II.

Au moment de l'arrestation, le 13 octobre 1307, les actions menées se limitent pour le moment au royaume de France. Édouard II, roi depuis quatre mois seulement et toujours pas couronné, est jeune et sans expérience. Il hérite d'un royaume en difficulté, en proie à de lourdes dettes à la suite des guerres contre la France et l'Écosse et doit également faire face au mécontentement des barons. On pourrait s'attendre à ce que le roi d'Angleterre saisisse donc l'occasion de remporter un succès facile et de mettre la main sur les richesses de l'ordre en Angleterre, qui étaient importantes, même si les templiers disposaient de moins de biens que dans le royaume de France. De plus, son action rencontrerait peu de résistance par le fait que l'ordre du Temple, riche en terres sur le sol anglais, y avait cependant des effectifs réduits. Pourtant, lorsque Philippe le Bel essaye, dès le 16 octobre 1307, de rallier les autres souverains européens à sa cause en leur indiquant qu'il vient de procéder à l'arrestation des Templiers, les accusations déposées sont accueillies avec scepticisme par Édouard II. Le roi de France insiste le 26 octobre en l'informant des confessions obtenues mais Édouard II, dans sa réponse du 30 octobre 1307, fait part de son étonnement à tel point qu'il exprime que les accusations semblent « plus qu'il n'est possible de croire ». Toutefois, vu que les accusations semblent prendre leur source en Guyenne, Édouard II demande à Guillaume de Dène, son sénéchal à Agen, de venir lui faire un rapport.
À la suite de ce rapport, Édouard II n'est toujours pas convaincu de la culpabilité de l'ordre. Le 4 décembre 1307, il envoie une lettre aux rois du Portugal, de Castille, d'Aragon et de Naples dans laquelle il défend l'ordre avec énergie. Il y fait état de la visite d'un « certain clerc » (Bernard Pelet, envoyé par Philippe le Bel), venu récemment devant lui, s'appliquer « avec un zèle total » à discréditer l'ordre du Temple en faisant état de « certains faits horribles et détestables, répugnant à la foi catholique ». Selon lui, « une croyance toute prête » en des accusations inouïes « était à peine concevable ». Il enjoint les autres rois à ne pas croire ces diffamateurs et de laisser tranquilles les templiers tant et aussi longtemps que leur culpabilité ne serait pas légalement avérée. Le 10 décembre 1307, Édouard II écrit à Clément V. Il lui demande de n'agir qu'après que l'affaire lui sera présentée légalement et les faits clairement prouvés. Il ne faut pas s'étonner outre-mesure de la réaction d'Édouard II, sachant que les relations entre l'ordre du Temple et la couronne anglaise sont très bonnes. Les Templiers sont déjà venus financièrement au secours du pouvoir royal et ce à plusieurs reprises. De plus, Richard Cœur de Lion reçut de leur part un fort appui politique et militaire lors de la troisième croisade. Enfin, ce lien étroit s'illustra même jusqu'au souhait de Richard, qui fut exaucé, de voir un de ses vassaux angevins nommé à la tête de l'ordre: Robert IV de Sablé.
Si Édouard II n'a donc pas l'intention de répondre à l'appel de Philippe le Bel, il change d'avis le 14 décembre 1307, à la réception de la bulle Pastoralis preeminentie. Le 26 décembre 1307, Édouard II répond que les questions concernant les templiers seraient réglées de « la plus rapide et meilleure façon » et il ordonne que les frères du Temple soient arrêtés le 10 janvier 1308. Cependant, les arrestations se passent d'une toute autre manière que dans le royaume de France. De nombreux templiers sont autorisés à rester dans leurs commanderies respectives et certains même jusqu'à leur comparution devant la commission pontificale. Le maître en Angleterre William de la More est arrêté le 9 janvier 1308 dans l'église du Temple à Londres. Une pension, prélevée sur les biens de l'ordre, est versée aux Templiers détenus. Édouard II par la suite demande que l'on garde les Templiers plus sévèrement, à la suite de quelques constats de désinvolture dans la garde de plusieurs frères de l'ordre.
Deux inquisiteurs, l'abbé de Lagny Dieudonné, du diocèse de Paris, et le chanoine de Narbonne Sicard de Vaur arrivent en Angleterre le 13 septembre 1309. Édouard II leur fournit aide et protection. Il ordonne également que les templiers soient envoyés à Londres, York et Lincoln pour être entendus par les inquisiteurs, assistés par l'archevêque d'York William Greenfield, l'évêque de Londres Ralph Baldock et l'évêque de Lincoln Jean d'Aldreby. Le roi d'Angleterre ordonne également à son justicier en Irlande, John Wogan, que les templiers toujours en liberté soient détenus au château de Dublin. Il envoie des instructions similaires à son gouverneur en Écosse, John Segrave.
Entre le 20 octobre et le 18 novembre 1309, quarante-quatre Templiers sont interrogés dans l'église de la Sainte-Trinité de Londres mais aucun n'avoue. Ceci contraste avec les aveux massifs obtenus dans le royaume de France qui use de l'inquisition comme d'un outil , alors que les souverains anglais s'appuient sur un système légal uniforme et applicable à tous les hommes du pays, dans lequel l'inquisition est, le plus souvent, exclue car représentative d'un pouvoir détenu par des papes étrangers. Ceci représente donc un obstacle pour les deux inquisiteurs car la justice anglaise se base sur l'opinion de jurés locaux et n'emploie pas la torture. Il leur apparaît donc impossible d'extorquer des aveux aux templiers dans de telles conditions. Le concile de Cantorbéry se réunit à Londres le 24 novembre 1309 et les inquisiteurs comptent obtenir la possibilité d'utiliser la torture. Ils en font la demande à Édouard II le 9 décembre, qui leur répond le lendemain. Il permet aux inquisiteurs « d'agir et de procéder contre les Templiers comme il convient à leur office, bien que rien ne doive être fait contre notre couronne ou l'état de notre royaume ». En termes plus clairs, il leur permet de recourir à la torture.
La procédure reprend le 1er janvier 1310 mais les inquisiteurs ne rencontrent que peu de succès, malgré les pressions exercées sur les détenus. Les frères entendus à York et Lincoln en avril et mai 1310 ne se montrent pas plus coopératifs. Fin mai, un concile réuni à York décide de reporter le débat à l'année suivante. Les preuves recueillies sont loin d'être convaincantes et les inquisiteurs le reconnaissent dans une lettre qu'ils envoient à l'archevêque de Cantorbéry, Robert Winchelsey, le 16 juin 1310. Dans cette même lettre, ils se plaignent de ne trouver personne capable d'administrer convenablement la torture, conformément à la loi ecclésiastique, et demandent s'ils peuvent retourner à Avignon, laissant le soin aux prélats anglais de s'acquitter du reste. Ils font cependant un certain nombre de recommandations pour rendre plus efficace l'usage de la torture, dont le plus radical serait d'envoyer tous les Templiers d'Angleterre outre-manche, dans le comté de Ponthieu. Ce territoire, appartenant à Édouard II mais n'étant pas soumis à la loi anglaise, permettrait d'employer les méthodes utilisées dans le royaume de France,.
Le roi d'Angleterre s'efforce de faciliter le recours à la torture car, à plusieurs reprises, il ordonne de procéder « conformément à la loi ecclésiastique ». Le 23 septembre 1310, le concile provincial de Canterbury décide que les templiers de Londres et Lincoln doivent être entendus séparément. Cependant, les difficultés rencontrées par les inquisiteurs font qu'ils recourent fréquemment à des témoins extérieurs afin d'étayer les accusations. Alors que seulement six des deux cent trente et une dépositions en France émanent de non-templiers, on en dénombre soixante en Angleterre, quarante et une en Irlande et quarante-neuf en Écosse, sachant en outre qu'il y a moins de dépositions dans ces pays.
Les efforts déployés par les inquisiteurs ne mènent qu'à des résultats peu convaincants et le procès en Angleterre semble tourner court, faute d'aveux solides. Cependant, début juin 1311, les hommes du roi capturent un fugitif à Salisbury, nommé Stephen de Stapebrugge. Lui et un autre Templier, Thomas de Thoroldeby, évadé de la prison de Lincoln, font des aveux équivalents à ceux déposés en France. Le 23 juin 1311, devant les évêques de Londres et Chichester, Stephen de Stapebrugge, au fait qu'un templier du nom de Walter Bacheler serait « mort en prison dans les tortures », avoue avoir été reçu dans l'Ordre de deux manières. La première de manière honnête, contrairement à la deuxième, deux ans plus tard, présidée par le maître en Angleterre en personne, Brian de Jay,. Trois jours plus tard, Thomas de Thoroldeby avoue qu'il s'était enfui « par peur de la mort » car, alors qu'il avait déjà comparu une première fois et nié toutes les accusations, l'inquisiteur qui l'interrogeait, l'abbé de Lagny, lui aurait juré « qu'il ferait ses aveux avant de lui échapper des mains ». Ensuite, il explique sa réception dans l'ordre et sa description ressemble à celle faite par Stephen de Stapebrugge. Un troisième témoin, le chapelain John de Stoke, qui avait lui aussi nié les accusations dans un premier temps, fait des aveux partiels le 1er juillet 1311. Un an après sa réception dans l'ordre, il a été reçu une deuxième fois, en présence de Jacques de Molay en personne. Les aveux effectués par les trois templiers sur leurs réceptions illicites comprennent notamment le reniement du Christ.
Le concile de Canterbury se réunit à Saint-Paul de Londres. Stephen de Stapebrugge et Thomas de Thoroldeby comparaissent le 27 juin 1311 pour abjurer publiquement leurs erreurs. À la suite de cela, l'archevêque de Cantorbéry réconcilie solennellement les pénitents et demande à l'évêque de Chichester, John Langton, de les absoudre. John de Stoke est réconcilié et absous le 3 juillet 1311. Entre le 9 juillet et le 13 juillet 1311, cinquante-sept Templiers comparaissent devant le concile et ceux qui avaient confessé des hérésies, telle que la croyance en l'absolution laïque, les abjurent. Ceux qui n'ont rien avoué se déclarent si bien diffamés par ce qui a été avoué par d'autres qu'ils ne pensent pouvoir jamais s'en laver. Ils sont donc envoyés dans plusieurs monastères pour y faire pénitence. Deux exceptions sont cependant à noter : le maître en Angleterre William de la More et le commandeur d'Auvergne Humbert Blanc. William de la More, après s'être entretenu avec l'archevêque de Cantorbéry le 31 juillet 1311, se présente le 5 septembre devant l'évêque de Chichester et nie toutes les accusations. Il est donc renvoyé en prison, à la tour de Londres,. Humbert Blanc montre la même détermination à nier malgré les interrogatoires répétés sur les admissions dans l'ordre qu'il présidait à Clermont. Conséquemment, « il fut ordonné qu'il soit enfermé dans la plus mauvaise prison, mis en doubles fers pour y être gardé jusqu'à nouvel ordre et qu'on lui rende visite entre-temps pour voir s'il ne voulait rien confesser de plus ». Le 29 juillet, au concile de la province du Nord à York, vingt-quatre templiers sont réconciliés après qu'ils se sont déclarés si durement diffamés qu'il leur était impossible de s'en laver.
Les résultats de la procédure en Écosse et en Irlande sont quasi nuls. Seuls deux Templiers sont interrogés en Écosse par l'évêque de Saint Andrews William Lamberton le 17 novembre 1309 et ils n'avouent rien, à part les absolutions laïques. Quatorze Templiers sont interrogés en Irlande, parfois à plusieurs reprises, et seuls six font mention des absolutions laïques et trois de l'enrichissement de l'ordre à tort ou à raison.

### Aragon et Majorque

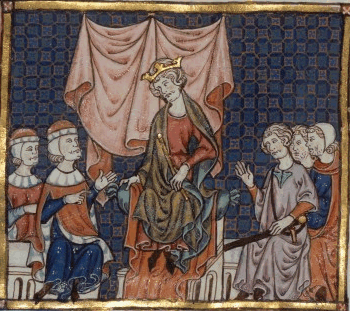
Jacques II d'Aragon.

Jacques II d'Aragon ne se montre pas plus enthousiaste qu'Édouard II d'Angleterre. Lorsque Philippe le Bel lui envoie deux lettres les 16 octobre et 26 octobre 1307 afin de l'exhorter à le rejoindre dans sa lutte contre l'ordre du Temple, Jacques II n'envoie une réponse qu'un mois plus tard, dans laquelle il défend l'ordre, le 17 novembre 1307. L'ordre jouit d'une grande réputation dans cette partie de la chrétienté car il participe activement à la lutte contre les « infidèles » pendant la Reconquista. À cet effet, les Templiers se sont vus confier plus de soixante-dix châteaux forts. Il précise en outre qu'il n'interviendra que si l'Église le lui commande et si l'Ordre s'avère fortement suspect. Dans cette optique, Jacques II écrit à Clément V le 19 novembre 1307 afin de lui indiquer qu'il n'agira pas sans avoir appris la vérité de la part du saint-père lui-même et lui demande également s'il avait connaissance des fautes commises dans l'ordre du Temple, sur la base de ce que Philippe le Bel lui a communiqué. Enfin, Jacques II d'Aragon envoie l'archidiacre de Guarda, Ramón de Montros, auprès des rois Ferdinand IV de Castille et Denis Ier de Portugal. Sa mission est de leur expliquer la position de Jacques II et de leur enjoindre de faire de même.
Cependant, vers la fin novembre 1307, Jacques II d'Aragon change radicalement d'attitude. Le 1er décembre 1307, il ordonne à son représentant à Valence d'arrêter les Templiers et de saisir leurs biens. Le 5 décembre 1307, l'inquisiteur d'Aragon Joan de Llotger cite les frères de Valence à comparaître pour répondre des « plus véhéments et violents soupçons ». Le même jour, Jacques II d'Aragon décide que des évêques se réuniront le 6 janvier 1308 pour étudier cette affaire. Pendant ce laps de temps, les troupes royales s'emparent du château de Peñíscola ainsi que de la plupart des autres places fortes de la région de Valence. Quelques frères parviennent à s'enfuir mais la plupart sont arrêtés, y compris le maître de province en Aragon, Exemen de Lenda. Il est à noter que ces opérations sont entreprises bien avant que la bulle Pastoralis preeminentie ne parvienne en Aragon, soit le 18 janvier 1308.
Jacques II d'Aragon agit rapidement car il craint de devoir faire face à une forte résistance. Son royaume est une zone de service actif et les Templiers disposent d'un nombre significatif de combattants. De plus, il commence probablement à convoiter les biens du Temple car, dès le 29 décembre 1307, il demande à Clément V que plusieurs d'entre eux soient transférés dans le couvent de Sixena où réside sa fille Blanche. Autour du 5 février 1308, il donne des instructions à son procureur en cour de Rome dans l'espoir de parvenir à un arrangement avec Clément V en lui promettant d'enrichir deux de ses neveux en Aragon si le pape le laisse régler la question des biens de l'ordre. Cette proposition est accompagnée d'une requête, dans laquelle le roi demande que les biens, si jamais ils doivent être transférés, ne le soient pas au pouvoir spirituel, incapable selon lui de défendre le pays. Son objectif est d'obtenir les places fortes et il propose donc à Clément V que les territoires soient dévolus à la couronne aragonaise sans les biens meubles.

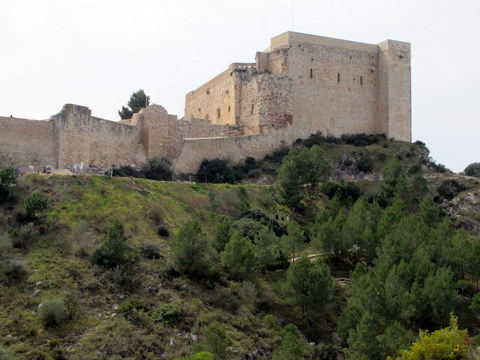
le Château de Miravet

En revanche, le succès de Jacques II d'Aragon n'est pas total. D'importantes places fortes restent aux mains des templiers, y compris dans son propre royaume. De plus, à la suite de la prise du château de Peñíscola par les troupes royales, les Templiers fortifient les châteaux qui sont encore en leur possession afin de résister aux forces de Jacques II d'Aragon, à savoir les châteaux de Miravet, Monzón, Ascó, Cantavieja, Villel, Castellote et Chalamera. À la suite de l'arrestation d'Exemen de Lenda, le commandeur du Mas Deu Ramón Sa Guardia prend la tête de l'ordre dans cette région, se retranche dans Miravet et, le 8 décembre 1307, il demande à la reine Blanche d'Anjou d'intervenir en faveur des Templiers. Le même jour, Ramón Sa Guardia écrit à Jacques II d'Aragon pour lui faire remarquer que la situation des Templiers en Aragon est différente de celle des frères dans le royaume de France. Les templiers en Aragon ont versé leur sang pour lui et ses prédécesseurs, tel qu'aux côtés de Jacques Ier d'Aragon au Vall d'Albaida en  1276 où tous les Templiers sont morts pendant la bataille, sauf Pierre de Moncada qui a pu s'échapper après avoir été capturé par les musulmans. En contrepartie de leurs participations aux combats, les souverains leur avaient octroyé nombre de domaines et privilèges. Il ajoute que l'ordre dépense de fortes sommes en aumône, en temps normal ou en période de famine, ainsi qu'il l'a fait pour vingt mille personnes à Gardeny et six mille à Monzón. Enfin, il mentionne le patriotisme dont ont fait preuve les Templiers, notamment au moment de l'invasion française, sous le règne du père du roi, Pierre III d'Aragon, car ils sont restés à leur poste alors que les défenseurs de Barcelone et des environs avaient fui. En conclusion, il demande au roi de relâcher le maître et les frères car « nous sommes loyaux, catholiques et bons chrétiens » et qu'on entende leur défense avant de les condamner. Jacques II d'Aragon répond en termes très vagues: « Ce que nous avons fait maintenant, nous l'avons fait en  tant que prince Très Catholique et nous agirons également à l'avenir conformément à la vérité et à la justice ».
La réponse du roi semble renforcer la détermination des templiers dans Miravet. Ramón Sa Guardia écrit à Jacques II d'Aragon le 26 janvier 1308: « Dieu sait que j'ai pitié de vous, du roi de France et de tous les catholiques pour les dommages qui proviennent de tout ceci, plus que de nous-mêmes qui avons à endurer le mal ». Le commandeur du Mas Deu est résolu à prouver l'orthodoxie du mode d'admission dans l'ordre en s'appuyant sur la règle donnée par l'Église au Temple. Sinon, il s'explique mal comment tant d'hommes nobles qui ont rejoint les rangs de l'ordre du Temple auraient pu rester en son sein si ces faits étaient avérés. Enfin, il offre de venir devant le roi, sous sauf-conduit, pour lui faire savoir comment Jacques II pourrait se tirer de cette affaire avec honneur, profit et dignité.
N'ayant pas réussi à convaincre les templiers de répondre à la convocation de l'inquisition, Jacques II d'Aragon décide d'assiéger les châteaux sous le contrôle de l'Ordre. Deux cents hommes défendent Miravet et les assiégeants sont moins de cent, avec l'adjonction cependant d'une machine de siège le 13 février. Le manque de ressources accordées au siège par le roi ne permet pas d'assaut direct mais l'inquiétude de Ramón Sa Guardia se concentre plutôt sur le ravitaillement. Ce dernier reste en contact avec le roi dans l'espoir de régler la situation par la voie de la négociation et, le 21 avril 1308, le viguier de Tortosa Bernat Cespujades écrit au roi pour lui affirmer que Ramón Sa Guardia a indiqué, à plusieurs reprises, qu'il se rendrait au roi si celui-ci protégeait les Templiers, tant et aussi longtemps que Clément V serait sous la coupe de Philippe le Bel. Si Jacques II d'Aragon acceptait de parler au pape en leur faveur, les frères lui rendraient le château de Monzón et feraient présent à la reine Blanche d'Anjou d'une somme équivalente au montant de leur impôt sur le sel, ainsi que d'une rente annuelle de 300 000 sous. Trois jours plus tard, n'ayant pas reçu de réponse du roi, Ramón Sa Guardia décide de lui écrire directement, sur un ton nettement plus agressif. Il met en garde le roi qu'une attaque de Miravet risque de lui coûter beaucoup d'hommes et d'argent. De plus, il indique que le pape n'a jamais ordonné que les Templiers soient attaquées ou tués et que leurs biens soient vendus et dispersés comme ils le sont par les gens du roi. Enfin, Ramón Sa Guardia déclare que les frères s'en tiennent à leur défense, demeurent exempts de toute culpabilité et sont prêts au martyr.
Le 10 mai 1308, le représentant du roi, Père de Queralt, fait savoir qu'il a rencontré Ramón Sa Guardia la veille. Le Templier lui a dit que les défenseurs de Miravet sont disposés à accepter la suppression de l'ordre du Temple et leur affectation à un autre ordre, nouvellement créé ou déjà existant. En revanche, ils ne peuvent accepter que Clément V les déclare hérétiques et, si cela se produit, les frères sont prêts à se défendre honorablement et à mourir dans leurs châteaux. Ils demandent un armistice, en vertu duquel ils resteraient dans Miravet et dont la garde serait assurée par les hommes du roi. En contrepartie, ils demandent à ce qu'on leur fournisse de la viande fraîche et de l'argent pour se procurer du pain et de la boisson. Cependant, Jacques II d'Aragon refuse ces propositions. Pour lui, l'ordre est toujours suspect d'hérésie et possiblement de rébellion. De plus, il estime qu'il est impossible d'intervenir auprès du pape car « le pape possède toute omniscience et il est le représentant de Dieu; il gouverne aussi toutes les créatures [...] nous ne pouvons lui poser aucune condition ». À la fin du mois de juin 1308, le noble majorquin Ramon de Canet, parent de Ramón Sa Guardia, rend visite aux templiers de Miravet avec la permission du roi. Il déclare ensuite à Jacques II d'Aragon que tous les chevaliers demeurent fidèles à leur ordre et à leur honneur. Aussi, que le roi reste leur maître après Dieu, mais qu'ils ne laisseront Ramón Sa Guardia sortir de Miravet pour rencontrer le roi que sous sauf-conduit.
La situation des défenseurs se détériore au fil des mois, atteignant un seuil critique vers fin octobre 1308. Ramón Sa Guardia tente une nouvelle fois d'en appeler au pape en écrivant à l'abbé de Fontfroide et vice-chancelier de la Sainte-Église, Arnaud Nouvel. Il lui rappelle les neuf mois de siège, la volonté des Templiers à se défendre jusqu'à la mort et lui demande de plaider leur cause auprès de Clément V afin qu'il persuade Jacques II d'Aragon de lever le siège: « Quant aux crimes et abominations qui nous ont été imputés, nous choisissons de nous justifier, nous et nos frères, comme vrais chevaliers chrétiens et catholiques, par les armes ou autrement selon les règles canoniques et légitimes, ou de telle façon que le seigneur pape le voudra ». Néanmoins, la résistance offerte par les templiers au sein de leurs châteaux est déjà sur le point de céder. Le 18 octobre 1308, Bérenger de Saint-Just, commandeur de Miravet, écrit au roi pour faire une demande similaire à celle de Ramón Sa Guardia. Il demande des vivres, soulignant les souffrances et la maladie auxquelles font face les assiégés. Réalisant qu'il prend l'avantage, le roi refuse cette demande, se contentant de compatir à leur situation et déclarant qu'il n'y peut rien. Les soixante-trois frères subsistant dans Miravet capitulent fin novembre 1308. La majorité d'entre eux sont envoyés à Tortosa et tenus captifs dans des conditions relativement douces. Cantavieja s'était déjà rendue en août, Villel en octobre et Castellote début novembre, peu avant Miravet. La plus riche forteresse, Monzón, résiste jusqu'en mai 1309 avant d'être finalement prise par trahison. Finalement, la capitulation de Chalamera et l'intervention du prieur de Cassan, Bertrand, envoyé pour répondre à la requête des templiers faite au pape, marquent la fin des hostilités en juillet 1309.
La suite des événements est tenue telle que prescrite dans les bulles papales d'août 1308. L'archevêque de Tarragone et l'évêque de Valence sont chargés de la garde des terres et des biens de l'ordre dans le royaume d'Aragon et on procède à l'ouverture des enquêtes. Des quelques fragments restants des interrogatoires, on peut citer ceux de trente-deux Templiers au couvent dominicain de Lleida en février 1310. Aucun frère n'avoue alors que les déclarations des témoins non templiers sont partagées, certaines faisant allusion à l'adoration de têtes. La situation, du point de vue de l'inquisition, ressemble à celle en Angleterre. En effet, la torture est interdite sur le sol aragonais. De plus, les conditions de détention des Templiers en Aragon sont bien meilleures que celle des Templiers français puisqu'ils ont droit à de bons repas, les frères se plaignant néanmoins du manque de vêtements. Conséquemment, en mars 1311, Clément V écrit à l'archevêque de Tarragone et l'évêque de Valence pour les ordonner à faire en sorte que quelques templiers soient torturés pour obtenir d'eux l'«entière vérité». Il semble que huit frères sont soumis à la torture à Barcelone, sans succès, en août 1311. Finalement, la procédure tourne court en Aragon et le sort des Templiers est confié à des conciles locaux, tel que celui de Tarragone où, le 4 novembre 1312, est déclaré que les frères sont innocents des crimes reprochés « bien qu'ils eussent été mis à la torture pour la confession des crimes ».
Le royaume de Majorque, dirigé par une branche cadette de la famille royale d'Aragon, est bien plus petit et éparpillé géographiquement. Il se compose des îles Baléares, des comtés de Roussillon et Cerdagne ainsi que de la seigneurie de Montpellier. Son importance relative fait que son roi, Jacques II de Majorque, n'est pas en mesure de s'opposer aux volontés de Philippe le Bel et Clément V. Il semble que les arrestations des Templiers dans ce royaume ont lieu peu de temps après la fulmination de la bulle Pastoralis preeminentie. L'essentiel des documents relatifs à ce royaume proviennent du comté de Roussillon, relativement à la commanderie du Mas Deu, située dans le diocèse d'Elne et dirigée par Ramón Sa Guardia. Vingt-six frères sont arrêtés, emprisonnés et rejoints par leur commandeur qui est extradé d'Aragon en août 1309.
Les auditions, malgré la rapidité des arrestations, ne commencent qu'en 1310. L'évêque d'Elne Ramón Costa, suffrageant de l'archevêque de Narbonne Gilles Aycelin, reçoit de sa part les documents relatifs au procès, y compris la copie de la bulle Faciens misericordiam et les cent vingt-sept articles de l'acte d'accusation. Le 5 mai 1309, Gilles Aycelin prie Ramón Costa d'exécuter les ordres du pape, mais ce dernier ne commence l'enquête que le 14 janvier 1310, justifiant ce retard par une maladie qui l'affectait. Conformément aux instructions, la commission d'enquête est composée de deux chanoines de la cathédrale d'Elne, de deux dominicains et de deux franciscains de Perpignan. Vingt-cinq Templiers sont entendus dans la deuxième moitié de janvier 1310. Ils se défendent tous des accusations portées, affirmant l'orthodoxie de leurs réceptions, contredisant le toucher d’idoles, rejetant l'accusation d'homosexualité et allant même jusqu'à dire que le maître de l'Ordre, s'il a avoué, a « menti par la gueule et de fausse manière ». Ramón Sa Guardia comparaît le 20 janvier 1310. Il se défend, comme les autres frères entendus par cette commission, de toutes les accusations portées. Il déclare notamment, au sujet du premier article qui se rapporte au sujet du reniement du Christ, que les crimes auxquels ceci fait allusion sont « horribles, tout à fait abominables et diaboliques ». En ce qui concerne l'homosexualité, il rappelle ceci: « selon les statuts dudit ordre, tout frère commettant le péché contre nature devait perdre l'habit et être mis en prison à perpétuité avec de gros fers aux pieds, des chaînes au cou et des menottes de fer aux mains; il y était nourri du pain de la tristesse et de l'eau de la tribulation et y finissait le reste de sa vie. ». Enfin, il parle à propos des frères qui ont avoué, les présentant comme des menteurs. La procédure est officiellement close le 31 août 1310, avec le même manque de résultats qu'en Aragon.

### Castille Léon et Portugal
Les arrestations, dans les royaumes de Castille Léon et du Portugal, ont probablement lieu en 1308 puisque deux commissions sont mises en place après la publication de la bulle Faciens misericordiam. Les membres les plus notables dans la commission castillane sont les archevêques de Tolède et de Compostelle, et l'évêque de Palencia. Gonzalo Díaz Palomeque, l'archevêque de Compostelle, entend trente-trois témoins dont trente templiers à Medina del Campo. Au Portugal, l'évêque de Lisbonne préside une commission à Orense, devant laquelle comparaissent trente-quatre témoins, dont vingt-huit Templiers. Les deux commissions ne peuvent cependant rien prouver de compromettant contre l'Ordre, ainsi que les conciles provinciaux, tel que celui de Salamanque en 1310, sur les Templiers eux-mêmes.

### Italie et Allemagne
La présence moindre des templiers en Italie et en Allemagne, et le morcellement des territoires, font que l'application des directives pontificales et les résultats des enquêtes sont très variables d'une zone à l'autre. Sept commissions pontificales et diocésaines sont mises en place en Italie dont seules quelques pièces sont parvenues jusqu'à nous. L'unique royaume unifié est celui de Naples, où règne Charles II d'Anjou, l'oncle de Philippe IV le Bel. Ce lien familial peut laisser supposer que l'exemple français est appliqué dans ce royaume et donc que la torture est probablement utilisée. Peu de documents subsistent mais on a la trace de la déposition de six Templiers qui comparaissent à Luceria (actuellement Canossa) en avril 1310. Ils avouent principalement le reniement du Christ, puis un frère cite l'absolution laïque et fait quelques allusions à la tête d'un chat, qui aurait été adorée à l'époque où Philippe de Naplouse était maître de l'ordre. La commission d'enquête présidée par l'archevêque de Brindisi, Bartolomeo, entend seulement deux Templiers le 4 juin 1310. Le premier, Giovanni da Nardò, reconnaît le reniement et le piétinement de la croix, qu'on lui avait même demandé d'uriner dessus, et avoue également le baiser obscène lors de sa réception. Le deuxième frère, Ugo di Samaya, n'avoue aucune irrégularité dans sa réception mais déclare en revanche qu'il a été forcé de renier le Christ, sous prétexte qu'il s'agissait d'une coutume de l'ordre, alors qu'il servait à Chypre.
Une autre commission, dirigée par l'évêque de Sutri et le maître Pandolfo Savelli, est chargée des enquêtes dans les états pontificaux. Entre octobre 1309 et juillet 1310 elle se rend à Rome, Viterbe, Assise, Gubbio, L'Aquila, Penne, Chieti, Albano, Velletri, Segni, Nemi, Tivoli et Palombara, sans grand résultat. La plupart des Templiers emprisonnés refusent de défendre l'Ordre ainsi que de faire une déposition. Quelques aveux sont toutefois arrachés par la torture, faisant confesser les suppliciés sur le reniement, le crachat et l'adoration d'idoles.
En Lombardie, un grand nombre de prélats se montrent ouvertement favorables aux Templiers, ce qui explique que beaucoup de frères ont le courage pour proclamer leur innocence. En 1309, dans la marche d'Ancône, l'évêque de Fano entend vingt témoins dont un seul Templier, sans obtenir la moindre preuve à charge. À Cesena, l'archevêque de Ravenne et l'évêque de Rimini entendent deux Templiers qui se déclarent innocents. Un de ces templiers, Andrea de Sienne, mentionne avoir entendu que de nombreux Templiers qui ont avoué l'ont fait par peur de la torture. Personnellement, il ne sait rien des faits reprochés sinon il aurait quitté l'Ordre sur le champ et l'aurait dénoncé à l'inquisition. Finalement, un concile est réuni à Ravenne le 18 juin 1311, que préside l'archevêque. Sept Templiers se présentent et nient les accusations. Un vote est réalisé au sein du concile et la décision est prise de ne pas appliquer la torture puis de libérer les innocents et punir les coupables. De plus, il est également décidé que les Templiers qui se sont rétractés après avoir avoué par peur des tortures sont considérés innocents, ce qui constitue un fait unique dans le procès de l'Ordre. Enfin, le concile recommande de ne pas supprimer l'ordre du Temple si la majorité des frères s'avèrent non coupables des faits reprochés.
En Toscane, les enquêtes se tiennent à Florence en septembre 1311 sous la direction de l'archevêque de Pise et de l'évêque de Florence. Le pape, au préalable, a donné pour instructions d'utiliser la torture en Lombardie et en Toscane, ce qui sera le cas dans cette région. Treize témoins comparaissent et six d'entre eux, dont le commandeur de San Gimignano, font des aveux détaillés, les sept autres persistant à nier. Toutefois, les inquisiteurs décident de ne pas verser ces dépositions au dossier dû notamment au peu d'ancienneté dans l'Ordre de certains témoins.
La situation est équivalente en Allemagne, où les mesures prises dépendent des dirigeants locaux et de la prise de position des Templiers présents sur ces territoires. Des incidents surviennent lorsque l'archevêque de Magdebourg Burchard prend des mesures radicales en emprisonnant un certain nombre de frères, y compris le maître de province Frédéric d'Alvensleben. L'évêque d'Halberstadt, s'estimant lésé par l'initiative de Burchard, se permet même de l'excommunier. Devant cette situation, Clément V estime devoir intervenir et lève l'excommunication en septembre 1310. Plusieurs conciles sont réunis en Rhénanie en 1310 et 1311, tel qu'à Trèves, où l'archevêque acquitte l'ordre après avoir entendu de nombreux témoins. La tâche est cependant moins aisée pour l'archevêque de Mayence, Pierre d'Aspelt. Le 14 mai 1310, pendant une session du concile, Hugues de Grumbach fait irruption dans la salle en compagnie de vingt chevaliers Templiers en armes. Hugues déclare qu'il n'ignore pas le but de ce concile et trouve intolérables les faits qui sont reprochés aux Templiers, d'autant plus que ces derniers n'ont été ni entendus ni convaincus. Conséquemment, les frères en appellent à un futur pape et à tout son clergé. Craignant que la situation s'envenime, l'archevêque accepte la plainte et assure qu'il en parlera au pape.
Cet incident provoque possiblement l'ajournement des travaux de ce concile qui dure jusqu'au 1er juillet 1310. Le jour venu, Frédéric de Salm, frère d'Hugues, comparait devant le concile et offre de démontrer l'innocence de l'Ordre en subissant l'ordalie par le fer rouge (ferrum candens). Reçu dans l'ordre douze ans auparavant, il a une grande expérience de l'Orient et y a bien connu Jacques de Molay. Au sujet du maître de l'Ordre, il déclare d'ailleurs « qu'il [le] tenait et [le] tient encore pour un bon chrétien, autant qu'on peut l'être ». Un total de trente-sept Templiers font une déposition et affirment leur innocence. De plus, douze témoins étrangers au Temple abondent dans le même sens, en parlant favorablement de l'Ordre. Finalement, l'archevêque rend un jugement favorable aux Templiers, ce qui provoque l'ire de Clément V qui l'annule, prétextant que la décision lui revient.

### Chypre
C'est à Chypre, état-major de l'ordre du Temple depuis la perte de Saint-Jean-d'Acre, qu'à lieu le principal procès en dehors de l'Europe. La situation sur l'île est instable politiquement et les Templiers sont très impliqués. Les relations entre Jacques de Molay et le roi Henri II de Chypre ne sont pas bonnes, le maître de l'Ordre estimant qu'Henri II est hostile à ses efforts de croisade et au nouvel établissement d'une base en Terre sainte. Il semble ne pas être le seul à ne pas l'apprécier car Amaury, frère du roi et seigneur de Tyr, soutenu par de nombreux grands seigneurs, dépose Henri II le 26 avril 1306 et se fait nommer gouverneur de l'île. Les chroniqueurs de l'époque affirment que Jacques de Molay a pris part au complot, s'appuyant en cela sur le fait que le maître de l'Ordre est un des signataires de la charte qui passe en revue les griefs des partisans d'Amaury envers le roi.
Lorsque l'ordre d'arrestation des Templiers arrive à Chypre le 6 mai 1308, Amaury II de Chypre est peu enclin à utiliser la force. Balian d'Ibelin, prince titulaire de Galilée, se rend à Limassol le 12 mai pour y rencontrer les principaux officiers de l'Ordre. Il leur demande d'obéir aux ordres du pape, de se placer sous surveillance avec leurs biens et de se rendre au palais de l'archevêque de Nicosie qui leur servira de prison. Le principal dignitaire, le maréchal de l'Ordre Aimé d'Oiselay, se sent suffisamment fort pour tenter de négocier. Il est prêt à accepter de ne plus exercer de contrôle direct sur les domaines de l'ordre mais refuse d'abandonner les armes et le trésor. En outre, il propose que les Templiers soient gardés dans une de leurs propriétés par des chevaliers laïcs jusqu'à la conclusion de l'affaire.
Balian d'Ibelin, se sentant impuissant, retourne à Nicosie pour apporter la réponse du maréchal à Amaury II. Ce dernier réplique en interdisant toute transaction financière avec les templiers. Le 19 mai 1308, Amaury II envoie à Limassol le chanoine de la cathédrale de Nicosie, Baudoin, avec un message bien plus menaçant cette fois qui dit que si les Templiers n'obéissent pas, il les ferait mettre à mort et les détruirait tous. Les Templiers demandent un délai jusqu'en septembre 1308, le temps d'informer le pape de la situation et d'obtenir une décision de sa part. Amaury II de Chypre ne peut accepter cela et envoie le chanoine de Famagouste, André Tartarol, au château de Nisou où il rencontre les dignitaires de l'Ordre, dont le maréchal et le turcopolier. Une rencontre est organisée et un arrangement conclu le 24 mai 1308. Trois jours plus tard, Aimé d'Oiselay et les autres dignitaires se présentent devant Amaury II à Nicosie. Ils lisent publiquement une profession de foi devant le clergé et le peuple, que le chanoine Baudoin traduit en français, afin de se déclarer bons chrétiens qui ont toujours combattu pour leur foi, notamment à Safed. Les dignitaires et deux sergents prêtent ensuite serment que tous les frères de Chypre, soit quatre-vingt-trois chevaliers et trente-cinq sergents, sont d'accord avec cette déclaration.
Entre temps, Amaury II envoie secrètement une troupe de chevaliers et de fantassins à Limassol. Dans la nuit du 28 mai 1308, il tient une assemblée composée de membres du clergé, de chevaliers et de gens du peuple, où il fait lire les lettres du pape, un compte-rendu du procès en France et l'acte d'accusation. Le lendemain, ses hommes débutent l'inventaire des biens de l'ordre à Nicosie, même si les templiers en ont déjà secrètement transféré la majorité à Limassol. Aimé d'Oiselay quitte Nicosie avec la plupart de ses hommes pour rejoindre Limassol le 29 mai afin de prendre les armes et se préparer au combat. L'armée d'Amaury II est cependant la plus forte et les templiers, assiégés, se rendent le 1er juin 1308. Un inventaire des biens est fait et les provisions sont saisies. Certains Templiers, dont le maréchal, sont emprisonnés au château de Khirokitia et les autres avec le commandeur au château de Yermassoyia. Il semble ensuite que les dignitaires tentent de fuir en se procurant une galère génoise armée aussi, le maréchal, le commandeur, le drapier, le turcopolier, le trésorier et le commandeur des Pouilles sont transférés au château de Lefcara, jugé plus sûr.
Les auditions ne commencent qu'en mai 1310, sous la direction de Barthélémy, abbé d'Alet, et de Thomas, archiprêtre de Saint-Jean de Rieti. Ils entendent le premier témoin le 1er mai 1310 en compagnie des évêques de Limassol et de Famagouste. Vingt-et-un témoins, tous étrangers à l'ordre, sont entendus pendant cette session qui dure cinq jours. Seize d'entre eux sont chevaliers, dont le sénéchal du royaume Philippe d'Ibelin et le maréchal Renaud de Soissons. Les cinq autres sont deux abbés et trois bourgeois. Si on considère l'implication politique des Templiers au cours des vingt années précédentes, il est possible de croire que quelques témoins puissent avoir des griefs et donc en viennent à spolier l'Ordre, mais il n'en est rien. Quelques déclarations comportent des remarques sur le secret des réceptions dans l'Ordre ou sur la volonté des Templiers d’accroître leurs richesses mais rien de plus sérieux. La majorité témoignent même en faveur de l'Ordre. Renaud de Soissons « les avait vus dévoués à la foi dans les églises et pendant les offices divins ». Le haut seigneur Aygue de Bessan, pourtant partisan du roi Henri II de Chypre, déclare ne rien savoir au sujet des accusations contre l'Ordre « au péril de son âme, sinon seulement du bien ». Jacques de Plany, témoin de la chute de Saint-Jean-d'Acre en 1291, atteste avoir vu de nombreux templiers répandre leur sang pour la foi chrétienne ce jour-là, dont le maître de l'Ordre Guillaume de Beaujeu, mort au combat, alors que bien d'autres chevaliers avaient pris la fuite. Deux chevaliers amenés à garder les Templiers ces deux dernières années, Pierre Ysan et Raymond de Bentho, témoignent également en faveur des frères de l'Ordre.
Les Templiers sont interrogés à leur tour entre le 5 mai et le 21 mai 1310. La majorité d'entre eux sont des combattants, comme on peut s'y attendre en cette région, dont au moins trente-huit sont chevaliers et vingt-et-un sergents. Dans les soixante-seize dépositions qui nous sont parvenues, aucun n'avoue ce dont on les accuse. Aimé d'Oiselay affirme qu'« il n'y avait jamais eu d'erreurs ». Trente-cinq nouveaux témoins étrangers à l'ordre, entendus entre le 1er juin et le 4 juin 1310, ne rendent compte d'aucun fait compromettant. Certains, connaissant les Templiers depuis plusieurs années, les ont toujours vu célébrer les offices divins convenablement, faire des aumônes de pain, de viande et d'argent et pourvoir aux besoins des hôpitaux. De plus, de nombreux Templiers avaient préféré être décapités par les sarrasins plutôt que d'abjurer le Christ. Un bourgeois de Famagouste, Perocius, déclare ne pas croire l'accusation d'insulte à la croix puisqu'il a vu un chapelain templier de Nicosie chasser, croix en main, les démons du corps d'une femme. La procédure est cependant interrompue par le 5 juin 1310 quand le corps d'Amaury II est découvert sous les escaliers de sa maison de Nicosie. Aucune preuve formelle n'est produite pour incriminer des partisans d'Henri II de Chypre, même si cet événement implique son retour au pouvoir en août 1310.
Dans des lettres datées d'août 1311,  Clément V , visiblement mécontent des résultats des enquêtes, ordonne un nouveau procès en utilisant cette fois-ci la torture. Il demande à l'évêque de Rodez et Légat apostolique en Orient, Pierre de Pleine-Chassagne, de collaborer avec les inquisiteurs. Le résultat de cette nouvelle enquête est inconnue mais, en 1316, le chroniqueur Francesco Amadi écrit que le maréchal Aimé d'Oiselay ainsi que de nombreux autres Templiers sont morts dans le donjon du château de Kerynia.

## La fin du procès

### Le concile de Vienne

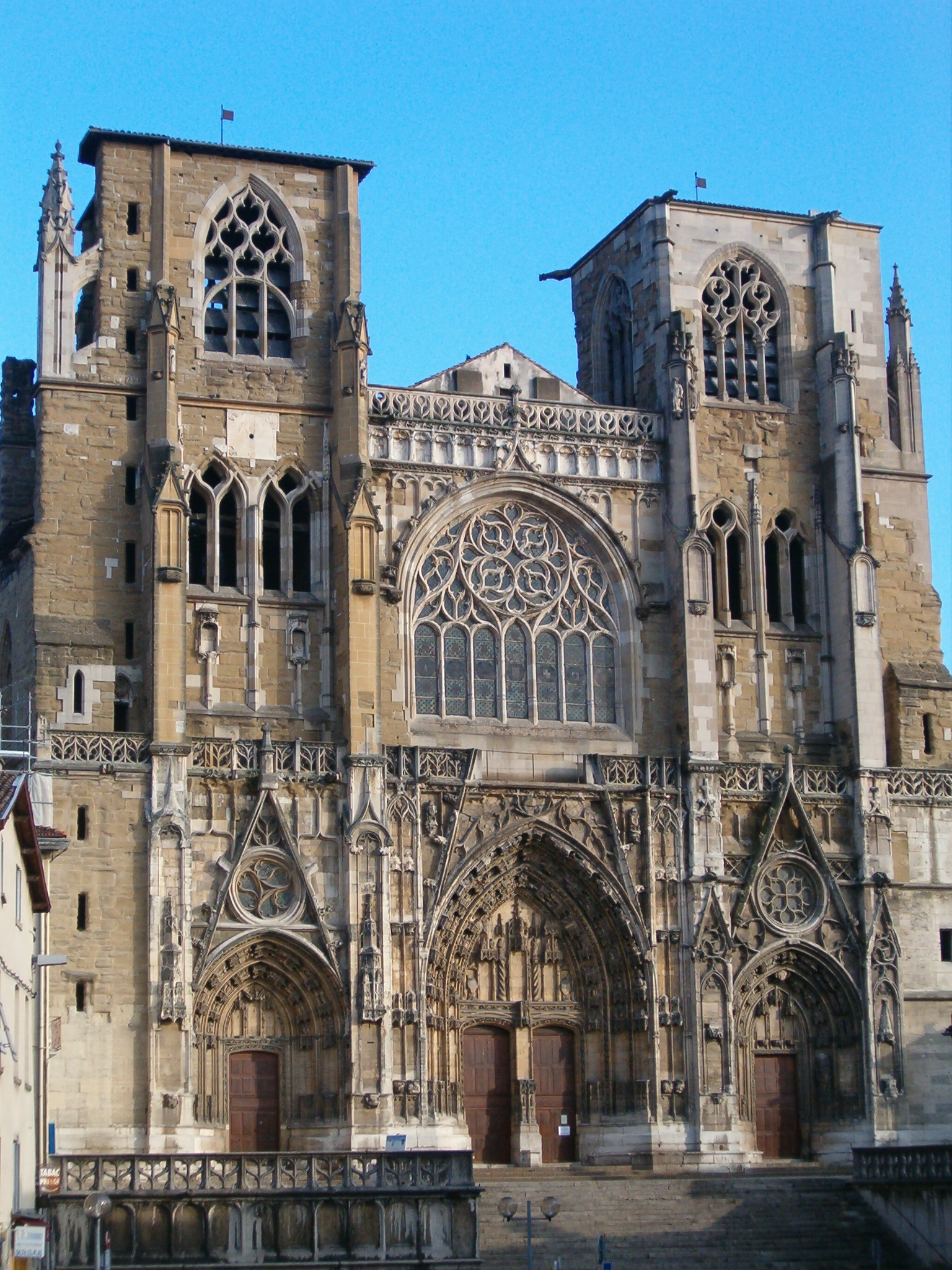
Cathédrale Saint-Maurice de Vienne

Le grand concile œcuménique, prévu à Vienne, doit statuer sur trois problèmes majeurs : statuer sur le sort de l'ordre, discuter de la réforme de l'Église et prévoir une aide à la Terre sainte. En plus de la curie pontificale et ses suffrageants, cent-soixante-et-un prélats sont convoqués. Toute la chrétienté doit être représentée, de l'Irlande à l'archevêché de Riga. Les quatre grands patriarches de l'Église sont priés d'y assister, ainsi que les grands princes: le roi des Romains, les souverains de France, d'Angleterre, de la péninsule Ibérique, de Sicile, de Hongrie, de Bohême, de Chypre et de Scandinavie.
Le concile de Vienne est ouvert par Clément V le 16 octobre 1311 au sein de la cathédrale Saint-Maurice de Vienne,. Toutefois, l'affaire se présente mal car seulement cent quatorze prélats se présentent au concile et aucun roi ne vient, à part Philippe IV le Bel qui arrive au printemps 1312 non pour prendre part aux travaux mais pour faire pression sur le pape au sujet de l'ordre du Temple. Clément V suspend les fonctions des prélats qui n'ont pas présenté d'excuses valables pour justifier leur absence. Plusieurs facteurs expliquent que la procédure ne sera pas de tout repos. Tout d'abord, le pape a autorisé plusieurs prélats à étudier l'affaire mais, en raison de sa complexité, certains doutent d'une conclusion rapide à la procédure. Ensuite, le cynisme des laïcs et des clercs, qui s'accroît au cours du XIIIe siècle, pèse lourdement sur le pontificat de Clément V. Enfin, le fait que le concile ait lieu à Vienne le met sous influence française, avec pour conséquence de justifier l'attitude de ceux qui n'ont au départ qu'un enthousiasme mitigé.
Au cours des mois précédents, le pape fait réunir toutes les preuves contre les Templiers afin de les produire devant le concile. En revanche, plusieurs enquêtes ne sont pas encore terminées et, en août 1311, Clément V ordonne de torturer les récalcitrants en Castille, en Aragon, au Portugal, en Toscane, en Lombardie, à Chypre et en Grèce afin d'obtenir les aveux attendus pour la procédure. Juste avant le concile, le pape séjourne au prieuré du Groseau, en compagnie de quelques cardinaux, afin d'examiner les documents avec le concours de prélats et d'hommes instruits de Malaucène, près d'Orange. Ces prélats sont probablement les auteurs des rubricae, ou résumés de la procédure, qui seront utilisés à Vienne. Seul celui concernant le procès en Angleterre nous est parvenu et, si on le prend en exemple, on peut difficilement croire qu'il n'y a pas de parti pris dans la rédaction de ces résumés. Le texte insiste sur les commérages et les on-dit des témoins étrangers à l'Ordre et exclut les déclarations d'innocence faites par une large majorité des templiers anglais. Les prélats présents au concile savent qu'ils reçoivent seulement des résumés et que, même s'ils peuvent consulter l'intégralité des dépositions, le manque de temps les en empêche.
En outre, le pape invite le clergé à donner son avis par écrit. Seuls deux rapports subsistent, tout d'abord celui de Jacques Duèze, évêque d'Avignon et futur Jean XXII, et celui de Guillaume III Le Maire, évêque d'Angers. L'évêque d'Avignon estime qu'on dispose d'assez de preuves pour prononcer un jugement sur la culpabilité ou l'innocence de l'ordre. Il a le sentiment qu'il faut condamner l'Ordre, car il s'est écarté de sa vocation, et que le pape a toute autorité pour procéder. L'évêque d'Angers est ouvertement plus hostile à l'Ordre. Le pape, selon lui, doit supprimer l'Ordre ex officio, « par rigueur de justice ou plénitude de pouvoir » car cet ordre « a déjà rendu suspect le nom chrétien parmi les incroyants et les infidèles, et ébranlé quelques-uns des fidèles dans la fermeté de leur foi ». Il ajoute que les biens de l'Ordre doivent être réservés pour la Terre sainte. Selon lui, l'argument selon lequel l'Ordre était bon à sa fondation est sans valeur, car ce dernier en a fait abstraction par la suite. Enfin, il précise que l'Ordre doit être supprimé au plus vite car sa survivance affaiblirait l'Église.
Clément V a officiellement permis aux Templiers de venir défendre l'Ordre à Vienne, même s'il ne s'attend pas à ce qu'ils le fassent. Pourtant, fin octobre 1311, sept Templiers, bientôt suivis par deux autres, se portent volontaires pour la défense, affirmant de surcroît qu'il y a mille cinq cent à deux mille frères à Lyon et dans ses environs prêts à les soutenir. Clément V ordonne de les faire emprisonner et convoque « le geôlier au zèle le plus éprouvé », probablement pour éviter un coup de force comparable à celui qui s'est produit à Mayence et également pour régler au plus vite cet incident. Il semble établi que le pape veut mettre un terme à l'affaire des Templiers. Lors de la première session, il annonce qu'il est presque impossible de débattre de l'affaire avec toute l'assemblée et que conséquemment, une commission composée des plus hauts prélats de différents pays sera chargée d'examiner les preuves. Pendant plusieurs jours, ses membres entendent les dépositions et résumés du procès. Alors que Clément V souhaite la suppression définitive de l'ordre, le transfert des biens à l'ordre de l'Hôpital et qu'il dit avoir confiance dans les membres de la commission pour aller dans le même sens, ces derniers préfèrent plutôt la création d'un nouvel Ordre. Malgré cette divergence d'opinion, le pape espère en finir avec le concile vers le 20 janvier 1312. Cependant, l'incident provoqué par les sept Templiers a marqué les esprits et une forte majorité des prélats présents au concile est favorable, en décembre 1311, à ce que les frères puissent présenter une défense. Seuls les prélats français sont hostiles à une telle défense, par peur du roi.
L'inquiétude commence à régner sur le concile, d'autant plus que la mort et les maladies graves frappent de plein fouet parmi les dignitaires de l'Église. Les cardinaux Leonardo Patrasso et Étienne de Suisy meurent pendant le concile et le cardinal Bérenger Frédol tombe gravement malade, sans toutefois succomber. Malgré tout, la majorité des prélats s'en tiennent à leur conviction que les Templiers doivent pouvoir se défendre, ce qui irrite Clément V et Philippe IV le Bel. Le roi, voulant en finir avec l'ordre du Temple et se rendant compte que le pape perd le contrôle, a recours une nouvelle fois à l'intimidation. Le 30 décembre 1311, il convoque les états généraux pour le 10 février à Lyon, non loin de Vienne. Consécutivement, une ambassade est envoyée par Philippe le Bel le 17 février pour s'entretenir avec le pape. Les membres qui la composent, à savoir Louis d'Évreux, les comtes de Saint-Pol et Plaisians, Enguerrand de Marigny, Guillaume de Nogaret et Guillaume de Plaisians vont s'entretenir avec Clément V douze jours durant. Ils retournent ensuite auprès du roi le 29 février à Mâcon. Le 2 mars, le roi envoie une lettre au pape, sous forme d'ultimatum, dans laquelle il exhorte Clément V à supprimer l'Ordre et transférer ses biens dans un nouvel ordre ou à l'ordre de Saint-Jean de Jérusalem, laissant la décision au saint-père. Enguerrand de Marigny retourne seul au concile le 7 mars avec pour but, sans doute, de parvenir à un accord. Clément V répond au roi le lendemain de manière plutôt vague, se contentant de préciser que si l'Ordre était supprimé, ses biens seraient dévolus à la Terre sainte.
Les ambassadeurs d'Aragon, qui suivent les événements de près, estiment qu'il est temps de faire valoir la position de leur roi. Ils expriment donc devant le concile la position de Jacques II d'Aragon, qui estime que les biens de l'Ordre ne doivent pas revenir aux Hospitaliers dans son royaume, mais plutôt à l'ordre de Calatrava. Ces dons ont été faits par ces ancêtres pour défendre l'Église des Sarrasins d'Espagne. Il ne peut donc autoriser à ce qu'ils soient dévolus pour autre chose. Au début du mois de mars, au point tournant du concile, les Aragonais prennent donc part aux négociations avec Clément V, Enguerrand de Marigny et les prieurs de l'Hôpital en France et en Auvergne.
La pression se fait de plus en plus forte sur le pape.  Le 20 mars 1312, alors qu'il déclare ne pas savoir s'il supprime ou maintient l'ordre, un événement lui force la main le jour même. Philippe IV le Bel, accompagné de ses trois fils et deux frères, Charles de Valois et Louis d'Évreux, arrive à Vienne à la tête d'une grande armée,. Le 22 mars 1312, Clément V tient un consistoire secret auquel assistent les membres de la commission spéciale et quelques cardinaux. Sans doute intimidés et résignés, les quatre-cinquièmes des membres votent pour la suppression de l'Ordre. Seul l'évêque de Valence, Ramón Despont, proteste contre cette décision qu'il qualifie de « contraire à la raison et à la justice ». Le même jour, Clément V fulmine la bulle Vox in excelso qui officialise la suppression de l'ordre du Temple,.
La décision est rendue publique le 4 avril 1312 devant le concile, réuni en session solennelle. Philippe IV le Bel est assis à droite de Clément V, le futur Louis X se tenant à sa gauche. Un avertissement est fait à l'endroit de ceux qui voudraient intervenir pendant l'annonce du jugement sans y avoir été invités par le pape. Ensuite, la bulle Vox in excelso est proclamée:

« Considérant donc l'infamie, les soupçons et les insinuations bruyantes et autres choses précitées qui se sont élevées contre l'ordre, et aussi la réception secrète et clandestine des frères de cet ordre; que nombre de ces frères se sont éloignés des coutumes générales, de la vie et des habitudes des autres fidèles du Christ, et ceci surtout quand ils recevaient d'autres [hommes] parmi les frères de leur ordre; [que] pendant cette réception, ils faisaient faire profession et jurer à ceux qu'ils recevaient de ne révéler à personne le mode de leur réception et de ne pas quitter cet ordre, en raison de quoi des présomptions se sont fait jour contre eux ; considérant en outre le grave scandale que ces choses ont fait naître contre l'ordre, qui ne semblait pas pouvoir s'apaiser tant que cet ordre subsistait, et également le danger pour la foi et les âmes; que tant de choses horribles ont été commises par de très nombreux frères de cet ordre [...] qui sont tombés dans le péché d'une atroce apostasie contre le Seigneur Jésus-Christ lui-même, dans le crime d'une détestable idolâtrie, dans l'exécrable outrage des Sodomites [...]; considérant également que l'Église romaine a parfois supprimé d'autres ordres illustres pour des faits bien moindres que ceux ci-dessus mentionnés, sans même qu'un blâme se soit attaché aux frères: non sans amertume et tristesse de cœur, non par voie de provision ou d'ordonnance apostolique, nous abolissons le susdit ordre du Temple et sa constitution, son habit et son nom par décret irrévocable et valable à perpétuité, et nous le soumettons à une interdiction perpétuelle avec l'approbation du saint concile, interdisant formellement à quiconque de se permettre à l'avenir d'entrer dans ledit ordre, de recevoir ou de porter son habit, ou d'agir en tant que templier. Quiconque transgressera ceci encourra la sentence d'excommunication ipso facto. En outre, nous réservons les personnes et les biens de cet ordre à l'ordonnance et disposition de notre siège apostolique, dont, par la grâce de la faveur divine, nous entendons disposer pour l'honneur de Dieu, l'exaltation de la foi chrétienne et la prospérité de la Terre sainte avant la fin du présent concile »

Le pape ajoute qu'il considère toute ingérence ultérieure en cette affaire comme « fâcheuse et vaine ». Clément V a réussi, en étouffant le concile, à supprimer l'ordre du Temple, sans toutefois le condamner. La chrétienté occidentale n'est pourtant pas dupe. Même si beaucoup de gens croient en la culpabilité de l'ordre, de nombreux observateurs, en majorité hors du royaume de France, sont choqués par les méthodes employées par Clément V ainsi que par les pressions qu'il subit du gouvernement.

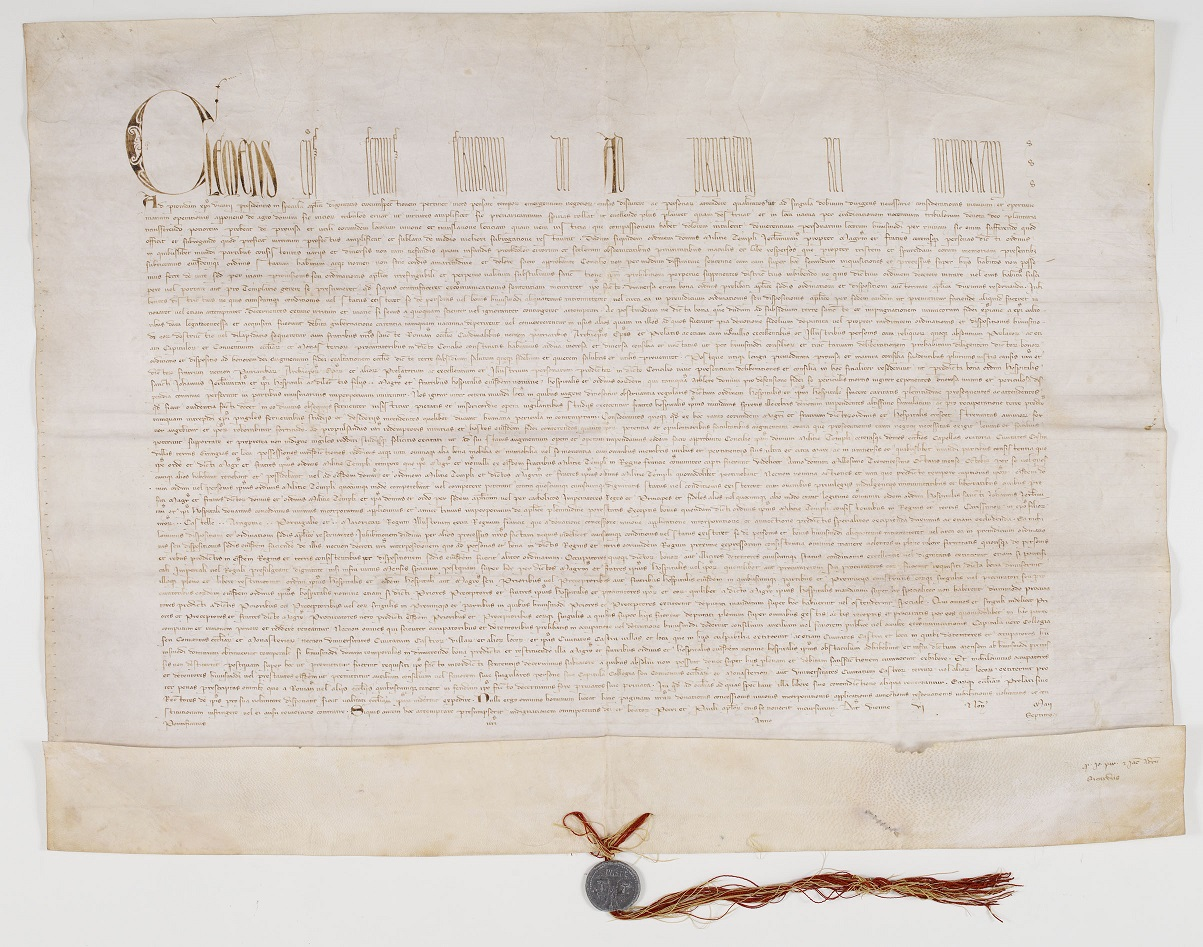
Bulle papale Ad providam

Si le sort de l'ordre est réglé, le pape doit encore résoudre le problème du sort des biens de l'Ordre et de ses membres. En cela, le concile ne lui facilite pas la tâche car les prélats sont ouvertement contre la création d'un nouvel ordre ainsi que le transfert des biens à l'ordre de Saint-Jean de Jérusalem. Les conseillers du roi sont également contre ce transfert, à l'exception de Charles de Valois et d'Enguerrand de Marigny. Comme il semble que ceux-ci parviennent à convaincre Philippe le Bel qu'il s'agit de la meilleure solution, le pape se sent en position de force pour, une fois de plus, imposer sa vision au concile. Le 2 mai 1312, Clément V fulmine la bulle Ad providam léguant les biens du Temple en totalité à l'ordre de l'Hôpital, à l'exception de la péninsule Ibérique, pour laquelle une décision reste à prendre,.
Le 6 mai 1312, Clément V fulmine la bulle Considerantes dudum qui, quant à elle, détermine le sort des hommes,. Ceux ayant avoué ou ayant été déclarés innocents se voient attribuer une rente et peuvent vivre dans une maison de l'Ordre ou un monastère alors que tous ceux ayant nié ou s'étant rétractés, doivent subir le droit canon dans toute sa rigueur. Les fugitifs ont un an pour se présenter devant le concile provincial compétent, sans quoi ils seront déclarés hérétiques. Finalement, Clément V se réserve le sort des dignitaires de l'ordre du Temple.

### Le sort des dignitaires

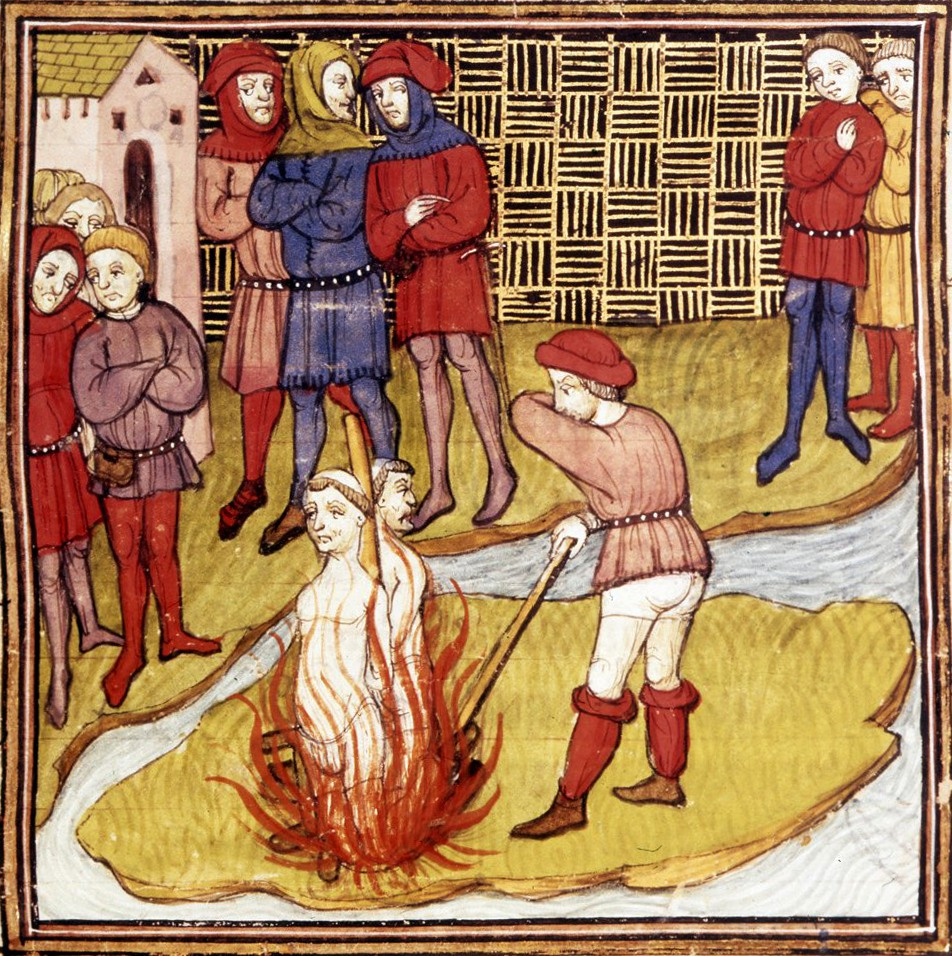
Jacques de Molay et Geoffroy de Charnay sur le bûcher, enluminure provenant des Grandes Chroniques de France

Clément V est très lent à se décider à prononcer un jugement concernant les dignitaires de l'Ordre, alors que ces derniers fondent leurs espoirs depuis un long moment sur une décision papale. Il faut attendre le 22 décembre 1313 pour voir une commission pontificale nommée afin de régler cette affaire,. Elle est constituée des trois cardinaux Nicolas Caignet de Fréauville, Arnaud d'Aux de Lescout et Arnaud Novel. Le 11 ou 18 mars 1314, ces cardinaux convoquent un concile à Paris en présence de l'archevêque de Sens Philippe de Marigny, de nombreux prélats et de docteurs en théologie et en droit canon,. On amène devant eux Jacques de Molay, Geoffroy de Charnay, Hugues de Pairaud et Geoffroy de Gonneville. Voici la description qu'en fait Guillaume de Nangis, dans sa chronique latine:

« Comme les quatre susdits avaient tous publiquement et ouvertement avoué les crimes qu'on leur avait imputés, avaient persévéré en ces aveux et semblaient vouloir y persister jusqu'à la fin, après mûre délibération du concile sur la place du parvis de l'église de Paris, le lundi après la fête de saint Grégoire, ladite assemblée les condamna à une sévère et perpétuelle réclusion. Mais alors que les cardinaux pensaient avoir mis un terme à cette affaire, voilà que tout à coup et inopinément deux d'entre eux, le grand maître et le maître de Normandie se défendirent opiniâtrement contre le cardinal qui avait prononcé le sermon et contre l'archevêque de Sens, revenant sur leur confession et sur tout ce qu'ils avaient avoué. »

Sur le moment, la réaction inattendue de Jacques de Molay et Geoffroy de Charnay prend les cardinaux de court. Guillaume de Nangis ajoute:

« Donc, les cardinaux les remirent entre les mains du prévôt de Paris alors présent, pour qu'il les gardât jusqu'à ce qu'ils en eussent plus pleinement délibéré le lendemain; mais aussitôt que la nouvelle parvint aux oreilles du roi, qui était alors au palais royal, ayant consulté les siens et sans appeler les clercs, par une prudente décision, il ordonna qu'ils fussent brûlés à l'heure de vêpres, le même jour, sur une petite île de la Seine, située entre les jardins du roi et l'église des frères ermites de Saint-Augustin. Ils parurent soutenir les flammes avec tant de volonté et de résolution qu'ils soulevèrent chez tous ceux qui les virent grande admiration et surprise pour leur constance dans la mort et dans leur dénégation finale. »

La décision royale a été si rapide que l'on s'aperçoit après coup que l'île des Javiaux où l'on a dressé le bûcher ne se trouve pas sous la juridiction royale, mais sous celle des moines de Saint-Germain-des-Prés. Le roi leur confirme donc par écrit que l'exécution ne porte nullement atteinte à leurs droits sur l'île.

### Le sort des biens de l'ordre

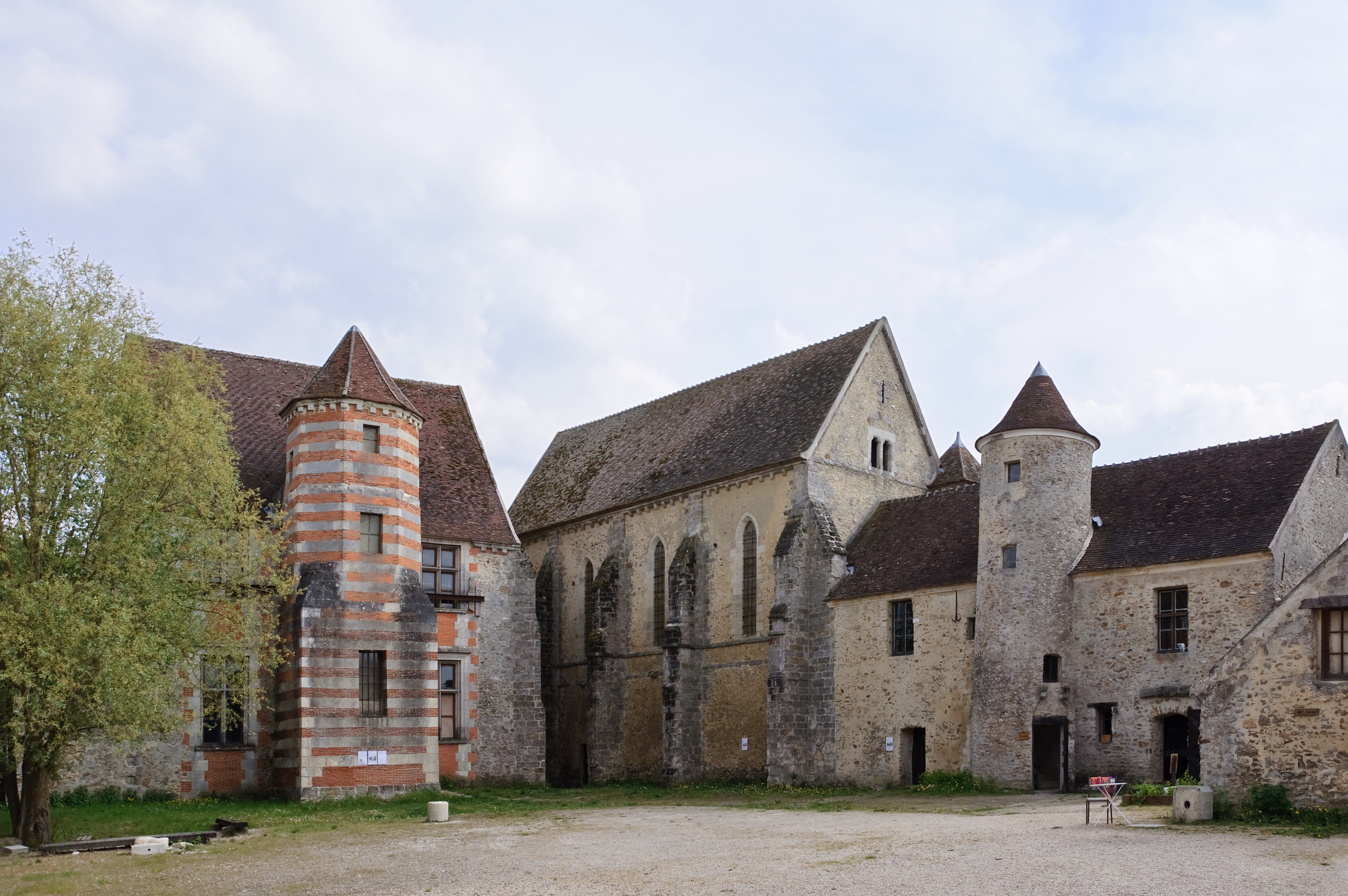
La commanderie de Coulommiers en région Île-de-France.

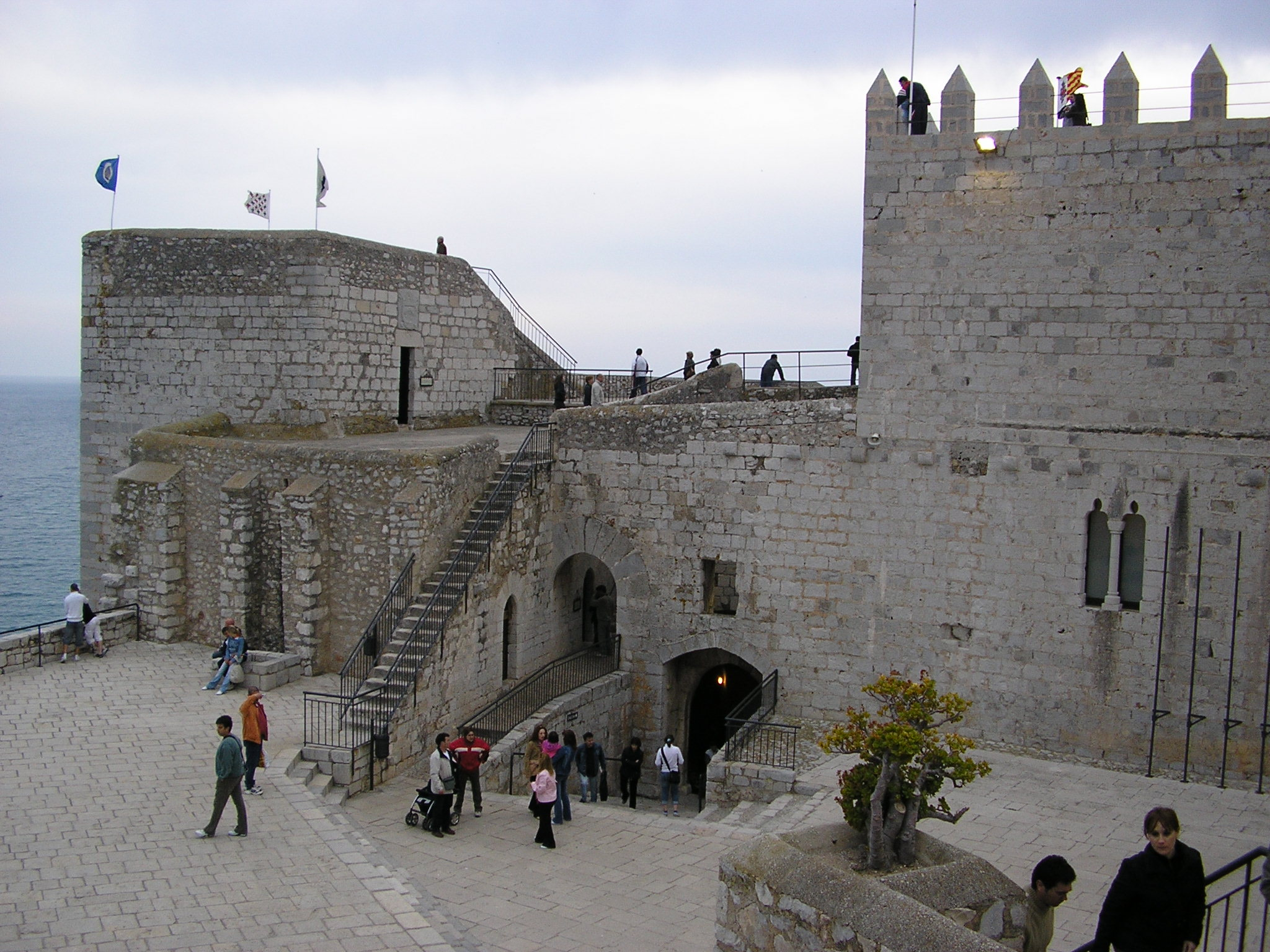
Le château de Peñíscola dans le royaume de Valence.

Tel que le pape l'a décidé dans sa bulle Ad providam, les biens du Temple sont alloués à l'ordre de Saint-Jean de Jérusalem, à l'exception de la péninsule ibérique. Le 21 mars 1313, le prieur de l'Hôpital accepte, au nom de son maître Foulques de Villaret, de payer au trésor royal français la somme de 200 000 livres tournois, à titre de compensation des pertes prétendument encourues par la Couronne dans les années précédant le procès. Le règlement doit s'effectuer par tiers, payables dans les trois années à venir, « et ensuite ledit ordre [...] demeurera quitte à perpétuité et complètement libéré ». Malgré ceci, les Hospitaliers éprouvent des difficultés à prendre possession des terres et, lorsqu'ils tentent de prendre des mesures, Philippe IV le Bel et son gouvernement réagissent agressivement, prétextant que l'ordre de l'Hôpital s'immisce dans leurs affaires. Il faut une intervention de Clément V pour apaiser les esprits.
La mort de Philippe IV le Bel le 29 novembre 1314 ne freine pas les intentions du gouvernement français. Le 14 février 1316, en dépit de l'accord passé trois ans plus tôt, les Hospitaliers sont obligés de faire de nouvelles propositions à la suite des plaintes des hommes du roi qui affirment que des sommes restent dues sur les propriétés du Temple. Malgré les 200 000 livres tournois déjà versées, ainsi que 60 000 autres à titre de remboursement des frais occasionnés par le procès, l'ordre de l'Hôpital propose d'abandonner tous les biens passés à l'usage du gouvernement depuis la proscription du Temple en France, d'annuler les dettes de la famille royale en France envers le Temple, et d'offrir quittance pour tout ce que les administrateurs royaux avaient saisi depuis l'arrestation, pour les deux tiers des arrérages des fermages encore à percevoir, et pour les biens meubles et chapelles que détiennent les gens du roi depuis ce temps. Philippe V le Long accepte ces propositions par un arrêt du Parlement le 11 octobre 1317. Il semble que l'ordre de l'Hôpital arrive à se libérer de l'emprise royale le 6 mars 1318 par un versement de 50 000 livres tournois payables en trois ans pour solde de tout compte.
Si la dévolution des biens du Temple enrichit l'ordre de l'Hôpital, les règlements que lui impose le gouvernement français le mettent en difficulté financière à court terme. Lorsque Enguerrand de Marigny a soutenu la possibilité de transfert des biens aux Hospitaliers pendant le concile de Vienne, il avait certainement calculé le bénéfice à en retirer et, surtout, l'avantage occasionné plutôt que la création d'un nouvel Ordre qui aurait coûté plus cher. Les compensations obtenues permettent de renflouer les coffres royaux et de remédier aux ennuis financiers chroniques de la Couronne.
Une décision reste à prendre concernant les biens du Temple dans les royaumes d'Aragon, de Majorque, de Castille, León et du Portugal. À cet effet, Clément V prie les représentants des royaumes concernés de venir à Avignon en février 1313 afin de régler la question. Jacques II d'Aragon envoie trois négociateurs avec des instructions précises, qui ont surtout pour but d'empêcher que les biens templiers dans son royaume soient alloués aux Hospitaliers. Le roi craint que, si les Hospitaliers ne lui sont pas fidèles, leur puissance puisse poser de gros problèmes. La résistance des Templiers lors de leur arrestation a donné un exemple à Jacques II de ce qui pourrait éventuellement se produire. Aussi, le roi estime que, puisque les dons au Temple ont été faits par lui et ses prédécesseurs, « il ne pourrait être raisonnable [de les] confier à d'autres personnes sans la volonté et l'assentiment du roi ». Jacques II n'agit pas par avarice « car il ne désire rien garder desdits biens. En fait, il est prêt à faire des offres par lui-même ». Toutefois, si le transfert des biens templiers à l'Hôpital est inévitable, Jacques II pose des conditions: il garderait les forteresses, tous les anciens templiers devraient lui jurer fidélité, l'Hôpital ne pourrait acquérir plus de biens que ce que le Temple possédait et les biens des Templiers à Valence seraient attribués à une nouvelle branche de l'ordre de Calatrava.
Les négociateurs de Jacques II, dont l'avis est pourtant partagé par le cardinal Bérenger Frédol, se heurtent à l'opposition du pape. Le roi d'Aragon maintient sa position et demande à ses émissaires de faire connaître publiquement son désaccord. Les discussions piétinent et le dossier n'est toujours pas réglé à la mort de Clément V le 20 avril 1314.  Peu de temps avant le décès du pape, lorsque la maladie qui l'affecte est connue, Jacques II interdit à ses émissaires de poursuivre les négociations de peur que le pape prenne une décision défavorable. Tel qu'espéré par le roi, un compromis est trouvé avec le successeur de Clément V, Jean XXII, le 10 juin 1317. Un nouvel ordre, implanté à Montesa, soumis à l'observance de l'ordre de Calatrava et dirigé par son maître Garci López de Padilla, reçoit les biens du Temple dans cette région. Les biens en  Aragon  et en  Catalogne  sont attribués à l'Hôpital  sous condition que le châtelain hospitalier d'Amposta vienne faire hommage au roi à son entrée en fonction.
Tous les souverains de la péninsule ibérique sont restés en contact pendant la période du procès, ce qui explique une certaine concordance dans leurs visions. Ainsi, Ferdinand IV de Castille s'assure également des biens du Temple dans son royaume. En juillet 1308, il annonce prématurément la suppression de l'ordre avant de procéder à la saisie des biens du Temple. Des actes de vente, datés de 1309 et 1312, indiquent que le roi en vend une partie à l'ordre d'Alcántara. Sa mort en 1312 plonge cependant son royaume dans l'anarchie et son successeur, Alphonse XI, ne dispose pas du même poids que Jacques II d'Aragon afin de parvenir à ses fins. La Couronne castillane et les hauts seigneurs s'emparent de quelques terres et les ordres de Santiago et Calatrava en reçoivent une petite part. En principe, selon la bulle papale, les biens du Temple auraient dû être reversés à l'Hôpital. Les usurpations vont obliger ce dernier à entamer des négociations avec des particuliers pendant parfois plusieurs décennies. En 1331, Alphonse XI réclame la création d'un nouvel ordre mais le pape Jean XXII répond qu'il est trop tard. En 1366, le pape Urbain V se plaint que les souverains castillans n'ont pas rempli leurs obligations envers l'Hôpital. Le roi Denis Ier prend soin d'être représenté à la Curie pontificale et c'est ce qui explique qu'en mars 1319, les portugais obtiennent le droit de fonder l'ordre du Christ , pourvu des biens du Temple dans le royaume de Portugal,. Le roi Sanche de Majorque, également hostile au transfert des biens du Temple à l'Hôpital, ne cède qu'après le versement d'une grosse somme et la cession de quelques biens meubles.
La situation est plus compliquée en Angleterre, le roi Édouard II ayant déjà affermé certaines terres appartenant au Temple. Il fait volte-face en mars 1312 en demandant au prieur de l'Hôpital de prendre possession de ces terres, estimant sans doute réparer une situation préjudiciable pour la Couronne. Le 28 novembre 1313, le roi ordonne officiellement le transfert des biens du Temple à l'ordre de Saint-Jean de Jérusalem mais les barons ne sont pas prêts à lâcher prise. Le pape Jean XXII envoie des légats en 1317 afin d'exiger la restitution des propriétés et, en 1322, il écrit au roi pour attirer son attention sur les accapareurs de terres templières. Édouard II ordonne aux gardiens royaux de plusieurs comtés, pendant l'été 1324, de permettre aux shériffs de rendre les terres du Temple. Le transfert des biens se fait très lentement et les Hospitaliers se font plus pressants. En ajout aux mesures papales, des pots-de-vin sont distribués comme la cession de trois domaines au roi en 1324 rapportant quatre cent trente-deux livres par an. Toutes ces mesures n'ont cependant pas d'effet immédiat et, en 1338, un état des biens montre que de nombreuses possessions échappent encore à l'Hôpital. Lorsque celles-ci sont finalement restituées, la majorité doit être reconstruite car dégradée, voire détruite, par les seigneurs féodaux.
En ce qui concerne l'Allemagne et l'Italie, le sort des biens varie selon les circonstances politiques. Vers l'automne 1317, l'Hôpital a déjà en sa possession les biens du Temple dans les diocèses de Magdebourg, Halberstadt et dans le royaume de Bohême. En revanche, il faut expulser les templiers à Hildesheim et en Allemagne du Sud. Enfin, des dirigeants locaux, tels que le duc de Lorraine et le margrave de Brandebourg, s'emparent de certains biens avant de les céder finalement aux Hospitaliers. En Italie, il faut attendre 1319 pour voir le pape forcer le roi de Naples à restituer les biens du Temple et la même situation se produit en Italie du Sud. La situation à Chypre est réglée assez rapidement dès novembre 1313, sans doute dû aux impératifs de la croisade.
Le transfert des biens à l'ordre de Saint-Jean de Jérusalem ne s'est pas fait sans difficultés et a mis les finances des Hospitaliers à rude épreuve, d'autant plus que ceci coïncide avec la consolidation de leur position dans l'île de Rhodes. Cependant, l'essentiel des biens du Temple sont recouvrés dans les dix années qui suivent le concile de Vienne, ce qui peut représenter un délai assez court en raison de la complexité de la situation.

## Conclusion
Selon les termes de Julien Théry, repris par Alain Demurger dans son étude récente, 

« Le destin du Temple fut scellé dans une logique qui n'était pas la sienne mais bien celle de la monarchie française, l'histoire de la confrontation entre Philippe le Bel et la papauté, l'histoire des liens privilégiés construits à cette occasion entre Dieu, la France et son « roi très-chrétien ». »

Le déroulement du procès hors du royaume de France démontre clairement la volonté de Philippe IV le Bel à obtenir par tous les moyens la suppression de l'ordre du Temple. Si on s'attarde sur des événements plus proches de nous, il apparaît évident qu'un État possède la capacité de nuire à une organisation ou à un groupe d'individus, s'assurant même une adhésion de la population à la vision du gouvernement. Il semble établi que c'est ce qui s'est produit dans ce cas-ci car il est difficile de prétendre que les templiers soient coupables de ce dont le pouvoir royal les accuse. On peut surtout trouver dans cette affaire la preuve de l'efficacité de la torture sur la résistance morale et physique du commun des mortels. Un lien peut être également établi entre les aveux et la torture lorsque l'on compare les résultats des interrogatoires entre le royaume de France et le royaume d'Angleterre, d'autant plus que les deux pays sont similaires sous bien des aspects à cette époque.
Les charges reprochées aux templiers permettent également d'avoir un sérieux doute sur leur culpabilité, celles-ci étant typiques des accusations d'hérésie souvent employées à cette époque. L'objectif est de jouer sur les craintes profondes de la population, se focalisant sur un individu ou un groupe en particulier, tel que les juifs. Il est aussi à noter qu'aucun templier ne s'est montré prêt à mourir pour les faits qu'on leur reprochait, contrairement aux hérétiques des XIIe – XIVe siècles. Nombre d'entre eux sont plutôt morts en clamant leur innocence, tels que Jacques de Molay.

## Développements subséquents

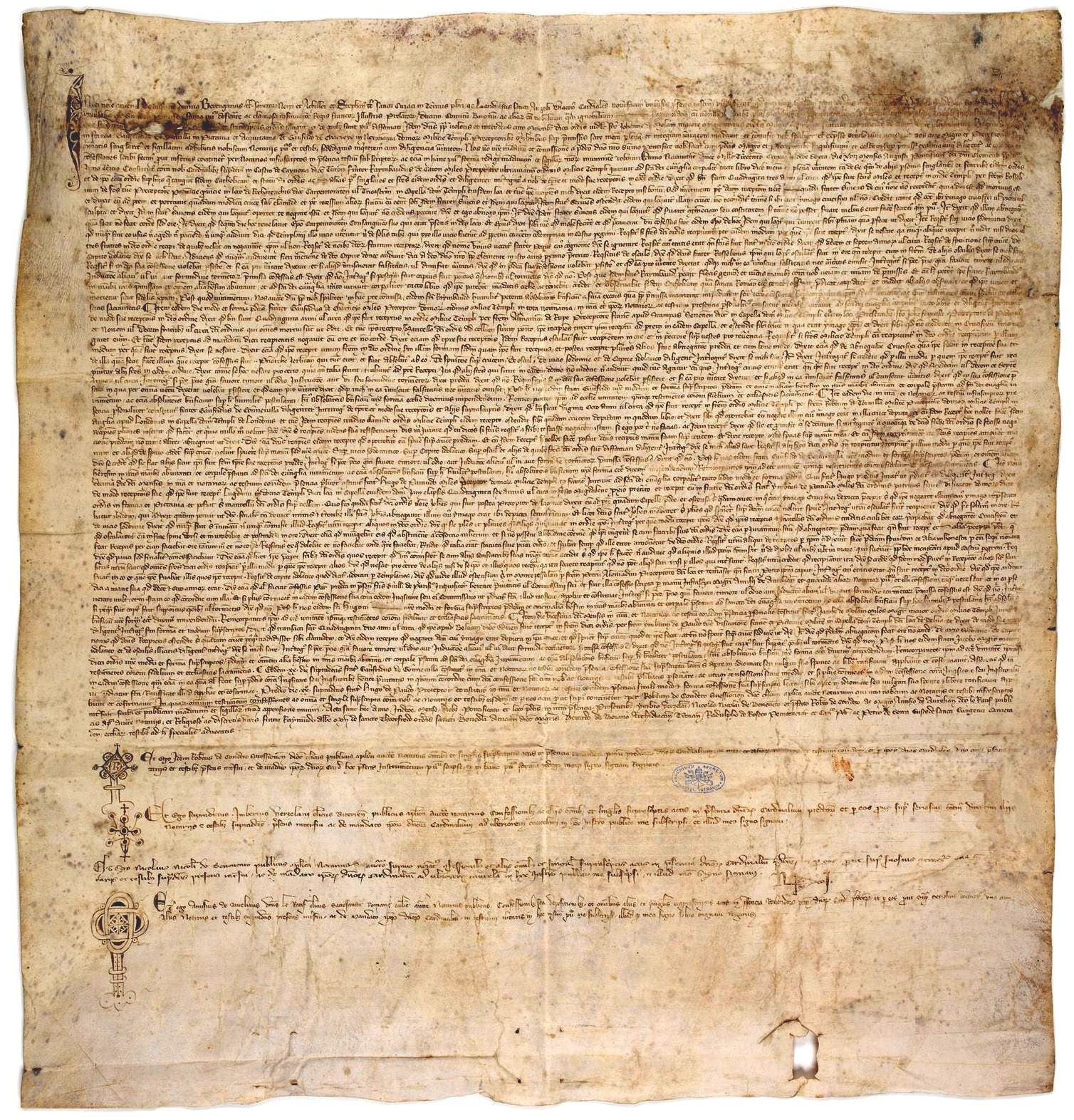
Le parchemin de Chinon.

L'original du parchemin de Chinon, perdu dans les archives secrètes du Vatican depuis le XVIIe siècle (mais dont on connaissait le texte par une copie), a été retrouvé en 2002 par l'historienne Barbara Frale et publié en 2007 avec l'ensemble des documents relatifs au procès qui sont conservés dans ces archives . Il indique que le pape Clément V a finalement absous secrètement les dirigeants de l'Ordre au plan sacramentel. Non, là aussi les dignitaires qui ont été brûlés l'ont été parce qu'ils sont revenus sur leurs aveux, non pour ceux-ci : les quatre ont avoué, les quatre ont été absous, mais seuls les deux qui ont renié leurs aveux ont été exécutés.